# Rammelsberg
Das Erzbergwerk Rammelsberg zur Gewinnung von Buntmetallen am  gleichnamigen Berg im Harz liegt südlich der Kernstadt von Goslar im niedersächsischen Landkreis Goslar.
Das Bergwerk wurde 1988 nach über 1000 Jahren nahezu ununterbrochenen Bergbaus stillgelegt; seit 1992 gehört das Schaubergwerk Rammelsberg zum UNESCO-Weltkulturerbe, das seit einer Erweiterung im Jahr 2010 die Bezeichnung Bergwerk Rammelsberg, Altstadt von Goslar und Oberharzer Wasserwirtschaft trägt.
Der Rammelsberg ist Bestandteil der Welterbe-Route des UNESCO-Welterbes im Harz.

## Der Berg Rammelsberg
Der 635,1 m ü. NHN hohe Rammelsberg erhebt sich über dem Bergwerk.

### Etymologie
Zur Namensentstehung gibt es verschiedene Erklärungen:
- Der Sage nach soll der Berg nach dem Ritter Ramm benannt worden sein, dessen Pferd während eines Jagdausflugs im Jahr 968 mit den Hufen das Erz freischarrte.[3][4]
- Von Heimatforschern wird der Name von Ramsen, der Harzer Bezeichnung für Bärlauch, abgeleitet. Rammelsberg wäre dann als „der mit Bärlauch bewachsene Berg“ zu deuten.

## Erzbildung
Im Unterschied zu den Ganglagerstätten des Oberharzes entstanden die Erzlager des Rammelsberges durch den Austritt heißer metallhaltiger Thermen am Meeresboden im Devon.
Man nennt diese Entstehung synsedimentär-submarin-exhalativ (engl. Sedex).
Am Boden des Devonmeeres bildeten sich zwei große Erzlinsen, die während der Karbonzeit in die Faltung der Gesteine mit einbezogen wurden und deshalb schräg im Berg liegen.
Die Lagerstätte ist überkippt, dadurch liegen die älteren Erzschichten zuoberst. Der Erzabbau begann im Alten Lager, das an der Erdoberfläche durch Erosion freigelegt wurde. Das Neue Lager wurde erst im 19. Jahrhundert durch gezielte Erkundung entdeckt.

## Geförderte Erze und Mineralfunde
Am Rammelsberg wurden hauptsächlich die Erzarten Blei–Zink-Erz, Kupfererz, Schwefelerz, Melierterz, Braunerz, Grauerz, Banderz und Kniest mit den Hauptmineralien Galenit (Bleiglanz), Chalkopyrit (Kupferkies), Sphalerit (Zinkblende), Baryt (Schwerspat), Pyrit sowie Vitriole gefördert. Aus den Erzen wurde unter anderem Gold, Silber, Blei, Kupfer und Zink gewonnen, worauf der Reichtum der Stadt Goslar im Mittelalter beruhte.
Neben den bereits genannten Hauptmineralien, die im Rammelsberg abgebaut wurden, konnten an dieser Fundstätte noch viele weitere Minerale nachgewiesen werden, so unter anderem Azurit, Calcit, Hemimorphit, Hydrozinkit, Kassiterit (Zinnstein), Smithsonit (Zinkspat, Galmei), Strontianit und verschiedene Turmaline. Für die Minerale Goslarit und Römerit ist Rammelsberg zudem Typlokalität. Insgesamt wurden hier rund 100 Minerale und ihre Varietäten identifiziert.

## Bergbaugeschichte

### Frühgeschichte
Schlacken und unverhüttete Erzbrocken, die bei archäologischen Ausgrabungen zwischen 1981 und 1985 am Herrensitz Düna am Südharz gefunden wurden, deuten nach Analysen auf eine Bergbautätigkeit am Rammelsberg bereits im 3. Jahrhundert n. Chr. hin. Agricola berichtete, dass seit 600 Jahren Bleivorkommen ausgebeutet wurden. Von Seiten des Museums wird von Bergbautätigkeit seit der Bronzezeit berichtet, was ansatzweise von der Arbeitsstelle Montanarchäologie beim Niedersächsischen Landesamt für Denkmalpflege bestätigt wird.

### Mittelalter

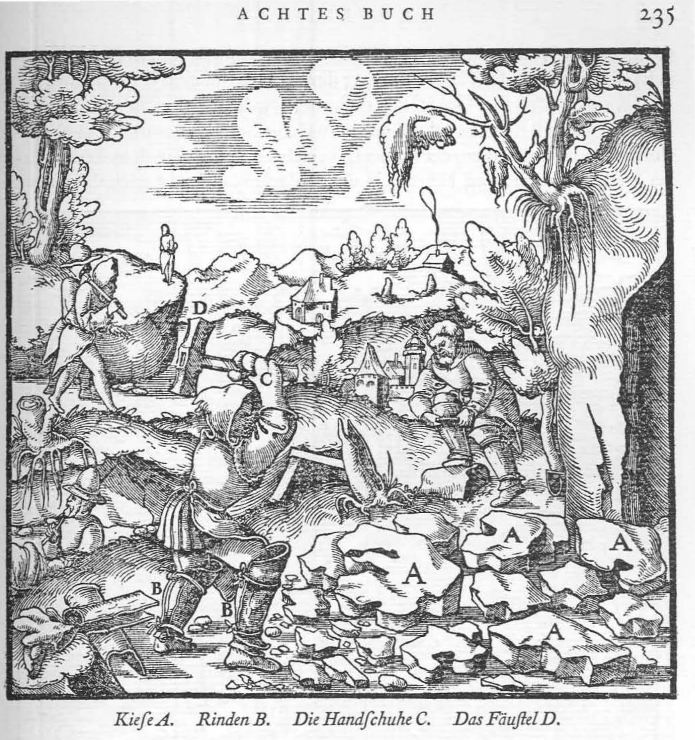
Bergbau am Rammelsberg (Goslar) Nachbearbeitung von Erzen um 1556

In Widukind von Corveys Res gestae Saxonicae wird erwähnt, dass Otto der Große 968 „im Sachsenland Silberadern eröffnet“ („in Saxonia venas argenti aperuit“) habe. Ob sich dieser Eintrag auf den Bergbau am Rammelsberg bezieht, ist Gegenstand einer anhaltenden wissenschaftlichen Debatte.
Den ältesten archäologischen Nachweis von Bergbau im Rammelsberg lieferte ein 2021 in einem  vermeintlich unzugänglichen Grubenbau entdecktes Lederstück, das Forscher mit der C14-Methode in das 9. bis 10. Jahrhundert datierten. Der ursprüngliche Verwendungszweck des Lederstücks konnte nicht mehr bestimmt werden. Der Fundort liegt in einem von vier rund 7,5 m langen neuentdeckten Suchörtern, die von einem Querschlag des Rathstiefsten Stollns abgingen, rund 28 Meter unter der Tagesoberfläche. Aufgrund der Fundsituation kann davon ausgegangen werden, dass das Suchort mindestens genauso alt wie der Lederfund ist. Der Rathstiefste Stolln ist daher viel älter, als aufgrund seiner ersten schriftlichen Erwähnung dokumentiert.
Bereits vor 1150, möglicherweise sogar schon im oder ab dem 9. Jahrhundert, wurde der mit der Bergesfahrt zusammen 1600 m lange Rathstiefste Stolln angelegt, um die Gruben zu entwässern. Der älteste schriftliche Nachweis des Rathstiefsten Stollns stammt aus dem Jahr 1271. Er brachte gegen den unterhalb des Herzberger Teiches in die Abzucht entwässernden (vermuteten) ältesten Stolln rund 25 m Teufe ein. Für die Auffahrung wurden zwölf Lichtlöcher angelegt, ein dreizehntes kam in späterer Zeit hinzu. Auf dem Rathstiefsten Stolln war eine Wasserkunst eingebaut, die das Wasser aus den tieferen Bauen hob.
Im Jahre 1376 ereignete sich ein Grubenunglück, bei dem Bergleute durch hereinbrechende Gesteinsmassen verschüttet wurden und ums Leben kamen. Einzelnen Angaben nach sollen 100 Männer und laut der Erwähnung von Georgius Agricola etwa 400 Männer umgekommen sein. Diese Opferzahlen dürften überhöht sein, da zu der Zeit nicht so viele Bergleute am Rammelsberg tätig waren und es ein großes Unglück mit hunderten von Todesopfern am Rammelsberg nie gegeben hat. Mitte des 16. Jahrhunderts waren dort knapp 200 Bergleute tätig. Der Zinkanteil der Erze wurde in mittelalterlicher Zeit nicht verwertet und verbrannte meist zu Zinkoxid.
Um 1455 war die Kunst auf dem Rathstiefsten Stolln nicht mehr in der Lage, die Wasser zu Sumpfe zu halten, weswegen der Rat der Stadt Goslar den ungarischen Bergbauunternehmer Janosz (auch Jan oder Johann) Thurzo engagierte, um einen neuen, tieferen Stolln zu treiben. Thurzo gründete dazu eine bergrechtliche Gewerkschaft, in der auch sächsische („Meißner“) Gewerken vertreten waren, und schloss mit dem Rat einen entsprechenden Vertrag ab. Mit 1000 Gulden Eigenkapital begann er 1468 den Stollnvortrieb. Das Mundloch des „Meißner Stollns“ liegt zwischen dem Breiten Tor und dem Osterfeld, neben der Abzucht. Nach wenigen hundert Metern Vortrieb kam es 1489 zu Streitigkeiten zwischen den Stöllnern und dem Rat, die schließlich dazu führten, dass die Stöllner Goslar verließen. Thurzo verkaufte seine Anteile 1496 und der Rat versuchte nun den Stolln auf eigene Kosten weiter vorzutreiben. Dies geschah mit größeren Unterbrechungen, bis die Arbeiten schließlich 1550 endgültig eingestellt wurden. Zu diesem Zeitpunkt war der Meißnerstolln etwas über 1000 m lang.
Waren die Zechen ursprünglich in kaiserlichem Besitz (die Pfalz wurde deshalb von Werla nach Goslar verlegt), gelangte die Stadt in der Zeit zwischen 1360 und 1460 in den Pachtbesitz der Rammelsberger Gruben. Die Gruben wurden zum Teil nach den Eigentümerfamilien, zum Teil nach Eigenarten benannt.
Im Jahre 1489 bestanden 17 Gruben, von West nach Ost:
| Grubenname   | streichende Erstreckung (Ellen) | streichende Erstreckung (m) |
| ------------ | ------------------------------- | --------------------------- |
| Bleizeche    | 68,0                            | 38,9                        |
| Oldegrove    | 50,5                            | 28,9                        |
| Dudesche     | 82,0                            | 46,9                        |
| Rottmann     | 27,0                            | 15,4                        |
| Nachtigall   | 31,0                            | 17,7                        |
| Kanekuhle    | 37,5                            | 21,4                        |
| Silberhol    | 41,0                            | 23,4                        |
| Breitling    | 44,0                            | 25,1                        |
| Innie        | 37,5                            | 21,4                        |
| Eschenstall  | 36,0                            | 20,6                        |
| Haschenstall | 35,0                            | 20,0                        |
| Dedelebische | 34,0                            | 19,4                        |
| Voigtsche    | 30,5                            | 17,4                        |
| Froborgsche  | 13,0                            | 7,4                         |
| Hohe Warte   | 38,0                            | 21,7                        |
| Hawschune    | 36,0                            | 20,6                        |
| Lüdersüll    | 26,3                            | 15,0                        |

Tagesbrüche als Folge des intensiven Bergbaus am Rammelsberg sind bereits 1585 schriftlich erwähnt worden. Erstmals bildlich dargestellt ist ein Erdeinbruch auf einem Bergwerksriss von 1680. Diese Struktur wurde 1712 als „Bruch am Tage“ mit einer Länge von 223 Metern und einer Breite von 23 Metern beschrieben. Noch heute sind diese Vertiefungen als bis zu 100 Meter lange Spalten auf der westlichen Bergflanke bis zur Bergkuppe sichtbar.

### Ausgrabungen

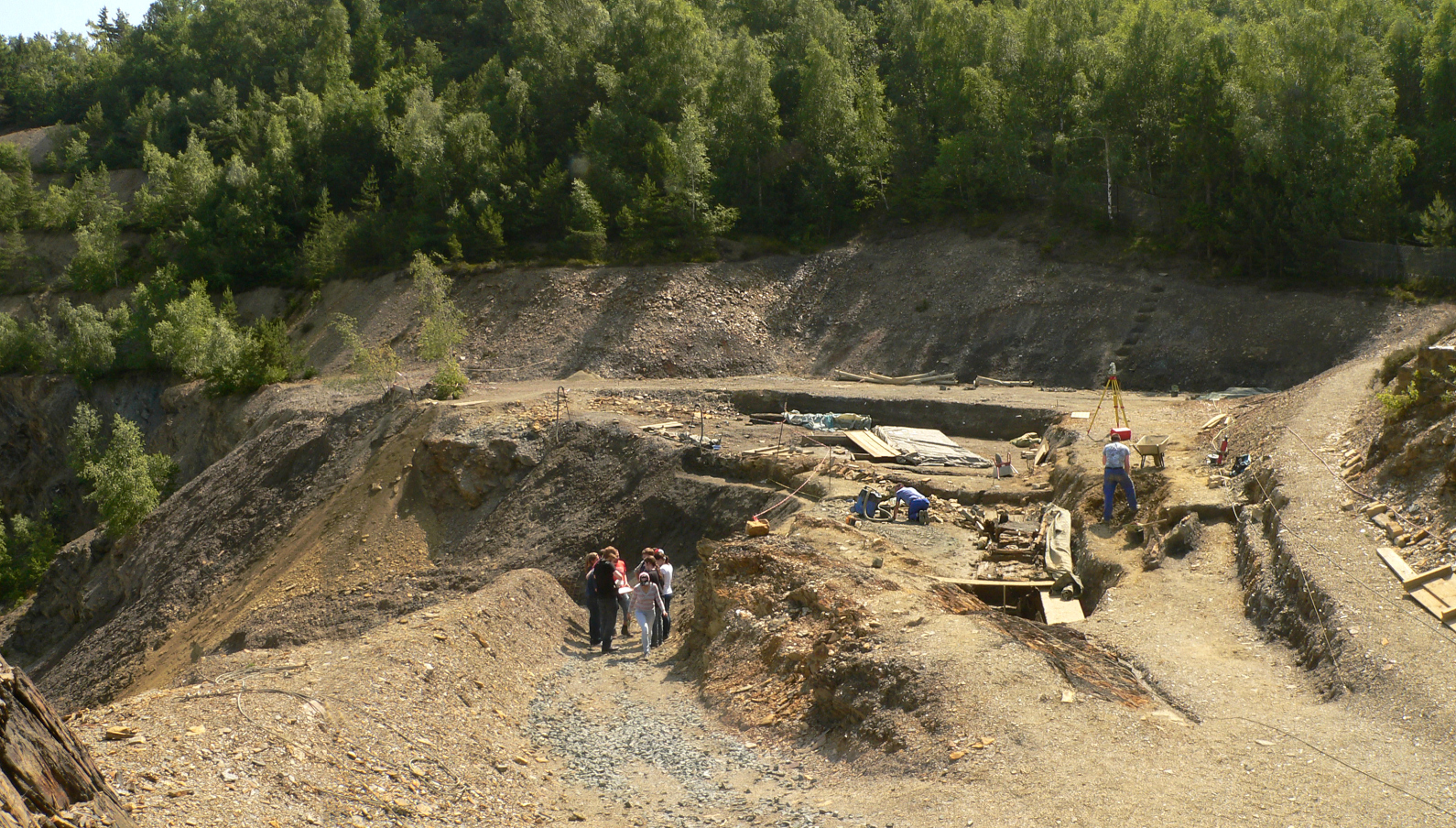
Blick auf das Ausgrabungsgelände des mittelalterlichen Bergwerks im Alten Lager am Rammelsberg

Bei einer archäologischen Begehung im Jahre 1999 wurden auf einer Abraumhalde des Bergbaus am Rammelsberg Reste eines Lederschuhs gefunden, die sich in die Zeit um das Jahr 1024 datieren lassen. Nach weiteren Prospektionen kam es im Bereich der Fundstelle ab dem Jahre 2010 in jährlichen Kampagnen zu Ausgrabungen durch die Arbeitsstelle Montanarchäologie des Niedersächsischen Landesamtes für Denkmalpflege. Im Jahre 2011 wurde dort im Untergrund eine Holzkonstruktion entdeckt, die als ein mittelalterliches Bergwerk im Alten Lager mit Schacht und Stollen gedeutet wird. Es soll sich um den bisher ältesten holzgesicherten Stollen in Mitteleuropa handeln.

### Frühe Neuzeit
Im 16. Jahrhundert forderten – nach kriegerischen Auseinandersetzungen – die Braunschweiger Herzöge den Grubenbesitz zurück (Riechenberger Vertrag von 1552).

#### Maltermeisterturm
Der Maltermeisterturm ist die älteste erhaltene Tagesanlage des Rammelsberges und – wahrscheinlich – auch Deutschlands. Er wurde um 1500 auf einer Halde am Hang des Rammelsberges errichtet. Anfangs diente der Turm zur Überwachung der Gruben, von 1578 bis 1804 wurde er als Anläuteturm genutzt. Die Anläuteglocke wurde zunächst im Stadtmuseum Goslar aufbewahrt, kam aber vermutlich nach 1990 in die Ausstellung im Haus M am Rammelsberg.

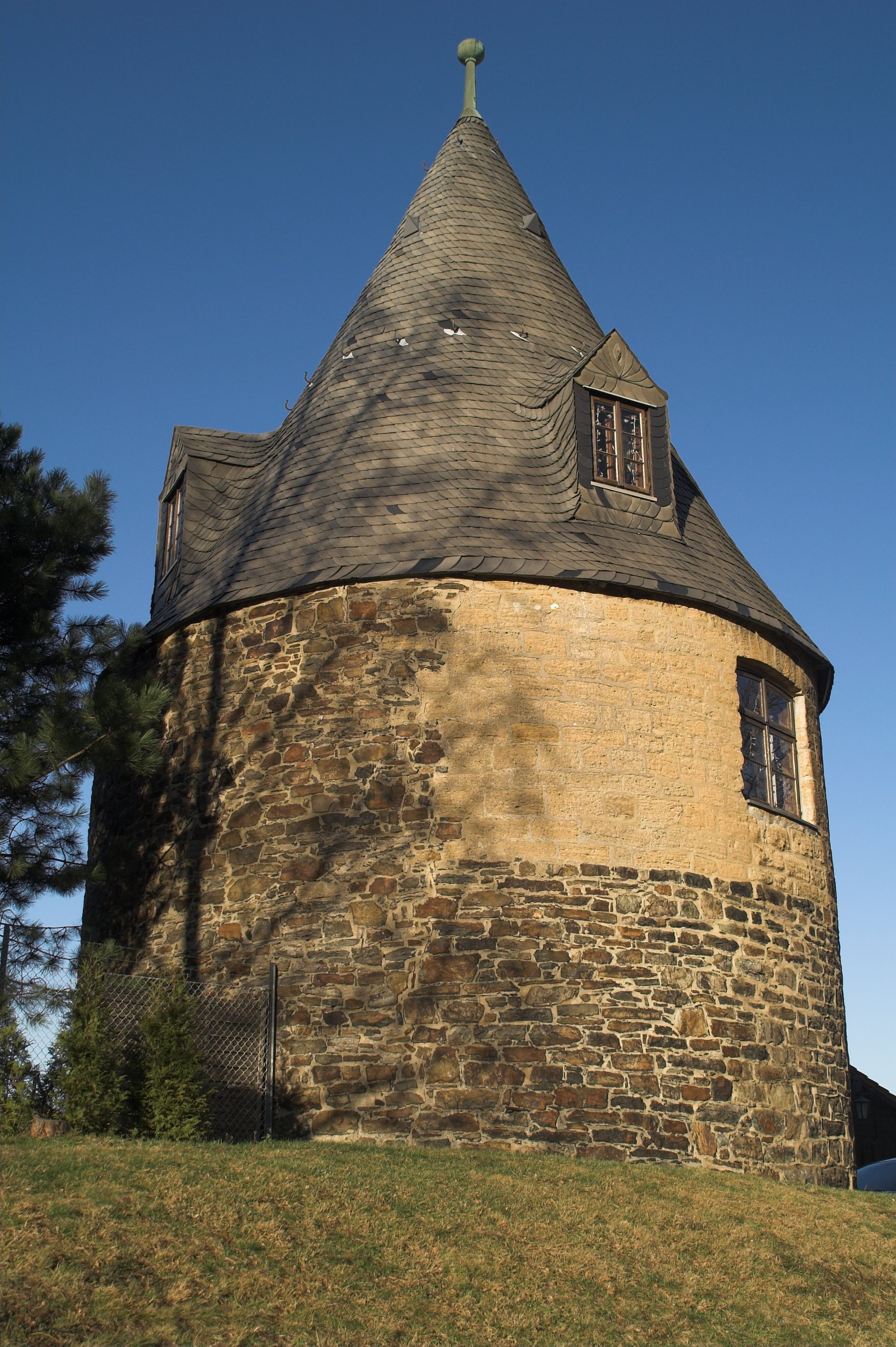
Maltermeisterturm seitlich gesehen
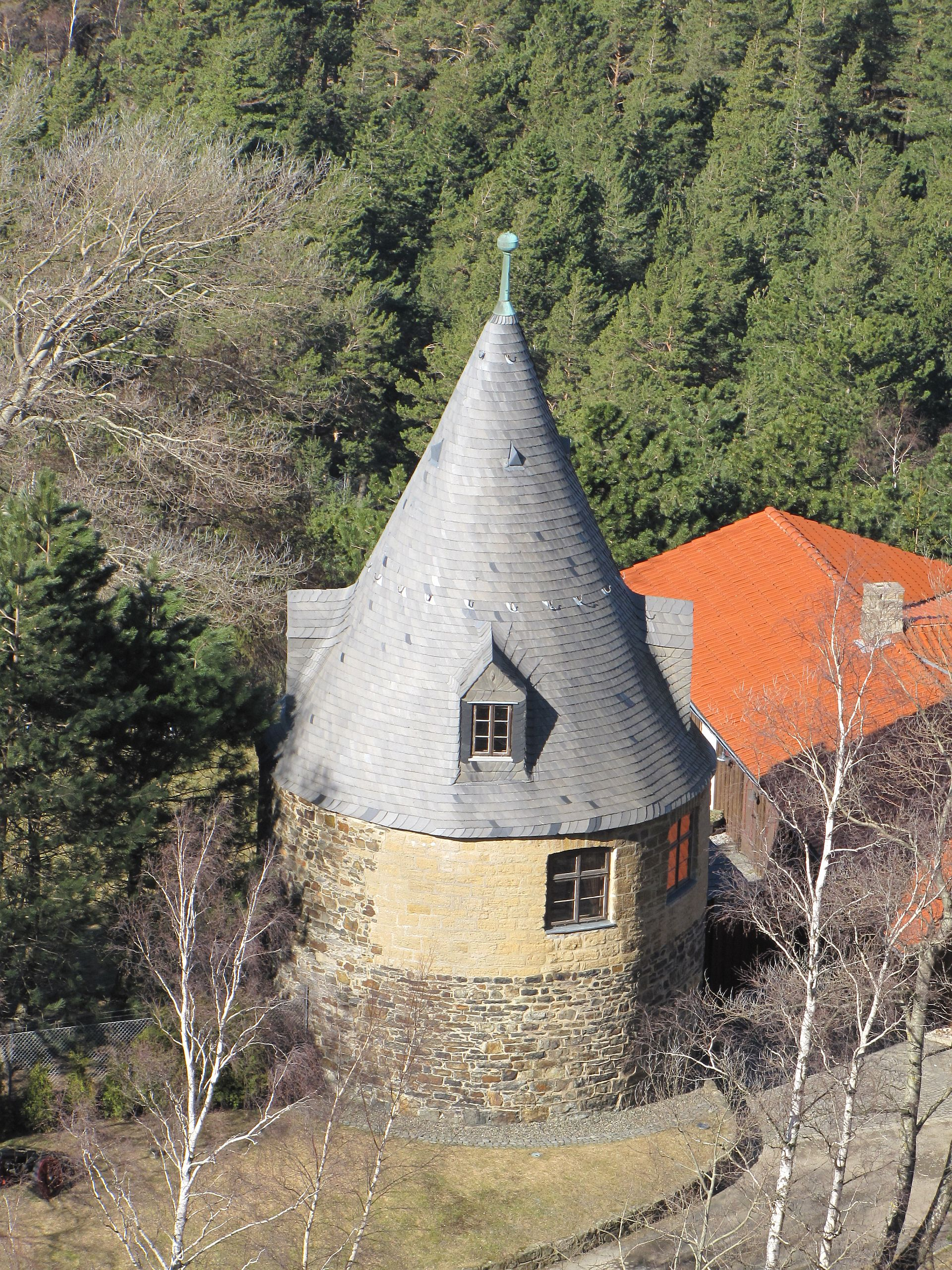
Maltermeisterturm von oben gesehen
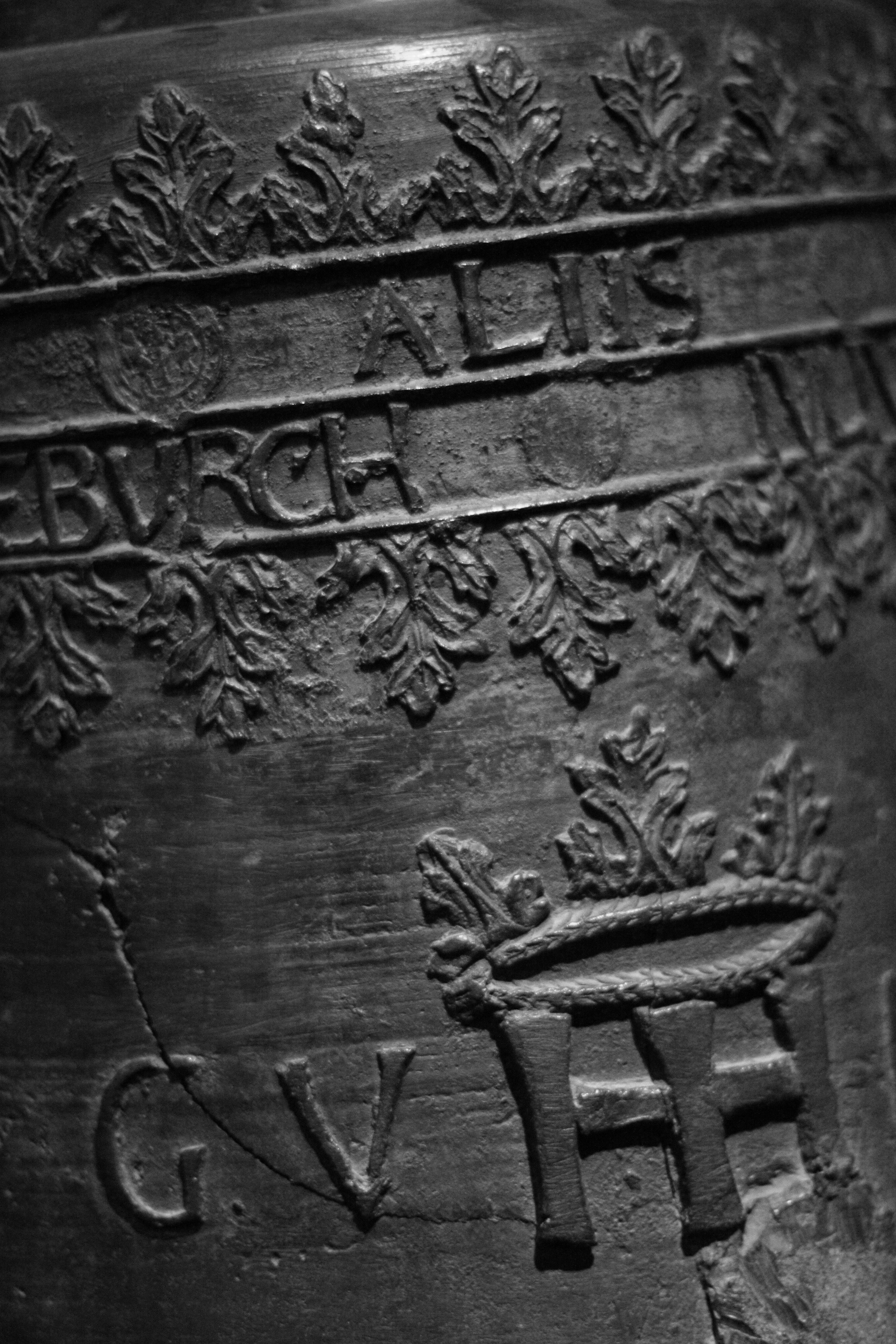
Anläuteglocke von 1578 mit Monogramm von Herzog Julius von Braunschweig-Wolfenbüttel

Seit Mitte des 18. Jahrhunderts wohnte der Maltermeister in dem Turm. Er verwaltete das für den Bergbaubetrieb benötigte Holz, welches in Maltern gemessen wurde. Daher rührt der Name des Turmes.

#### Herzberger Teich

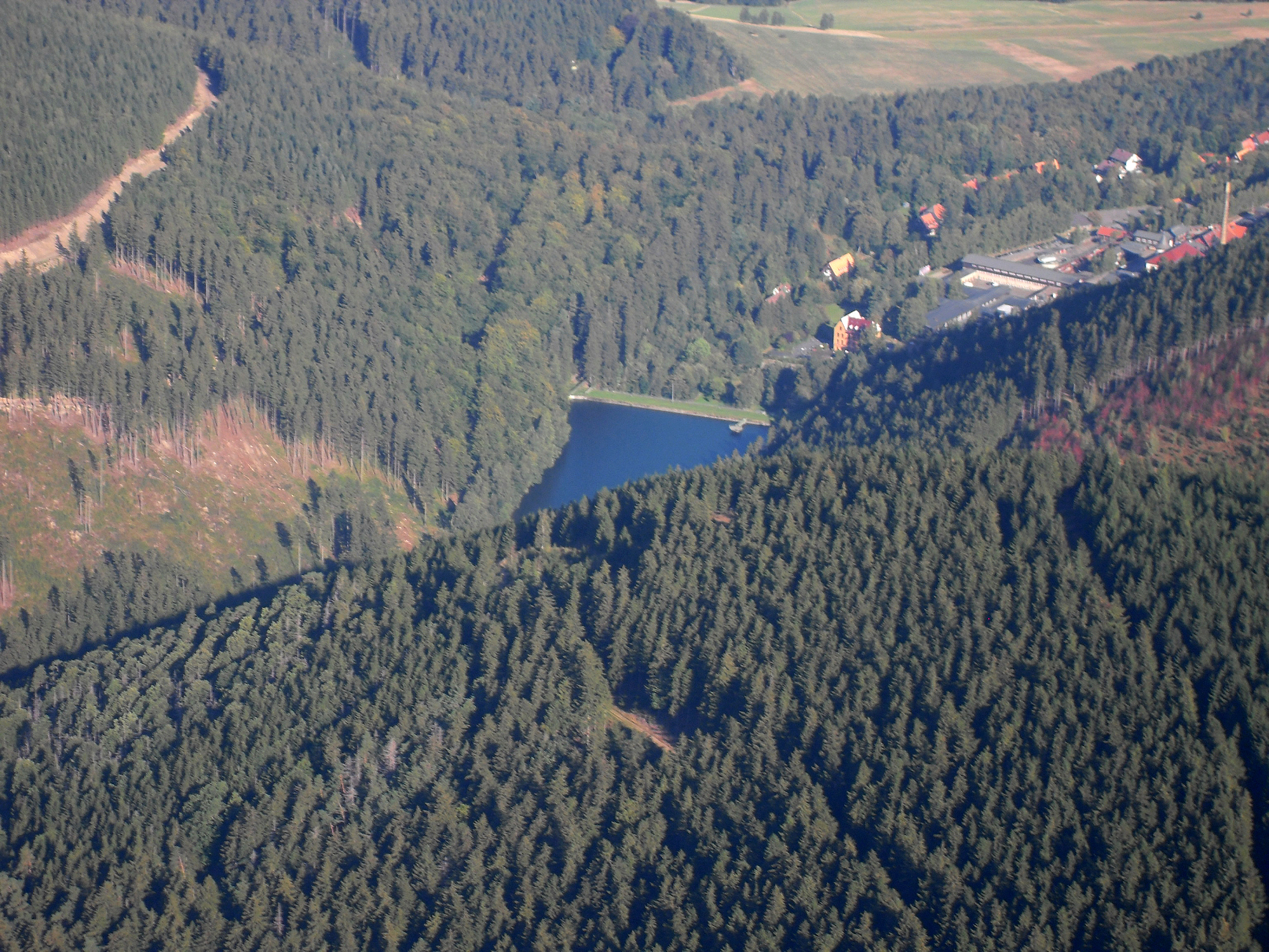
Herzberger Teich. Im Hintergrund rechts die Erzaufbereitung des Rammelsberges

Um in trockenen Zeiten genügend Aufschlagwasser für die Wasserräder zu haben, wurde der Herzberger Teich zum Antrieb der unter- und übertägigen Kunst- und Kehrräder angelegt. Aufgrund historischer Quellen wurde lange angenommen, dass der Teich 1561 angelegt worden ist. 2021 fand sich in Dokumenten, die im Rahmen eines Forschungsprojektes gesichtet wurden, seine früheste Erwähnung aus der Zeit um 1530. Kehrräder waren nach den neuen Quellenfunden schon in der zweiten Hälfte des 15. Jahrhunderts in Betrieb und nicht erst im 16. Jahrhundert.
Von 1926 bis 2014 wurde der Teich als Waldbad genutzt. Bis zur Stilllegung des Bergwerks wurde das Wasser zur Kühlung der Anlage genutzt, das warme Wasser wurde anschließend in den Teich zurückgepumpt und beheizte das Schwimmbecken im Waldbad.

#### Tiefer Julius-Fortunatus-Stollen

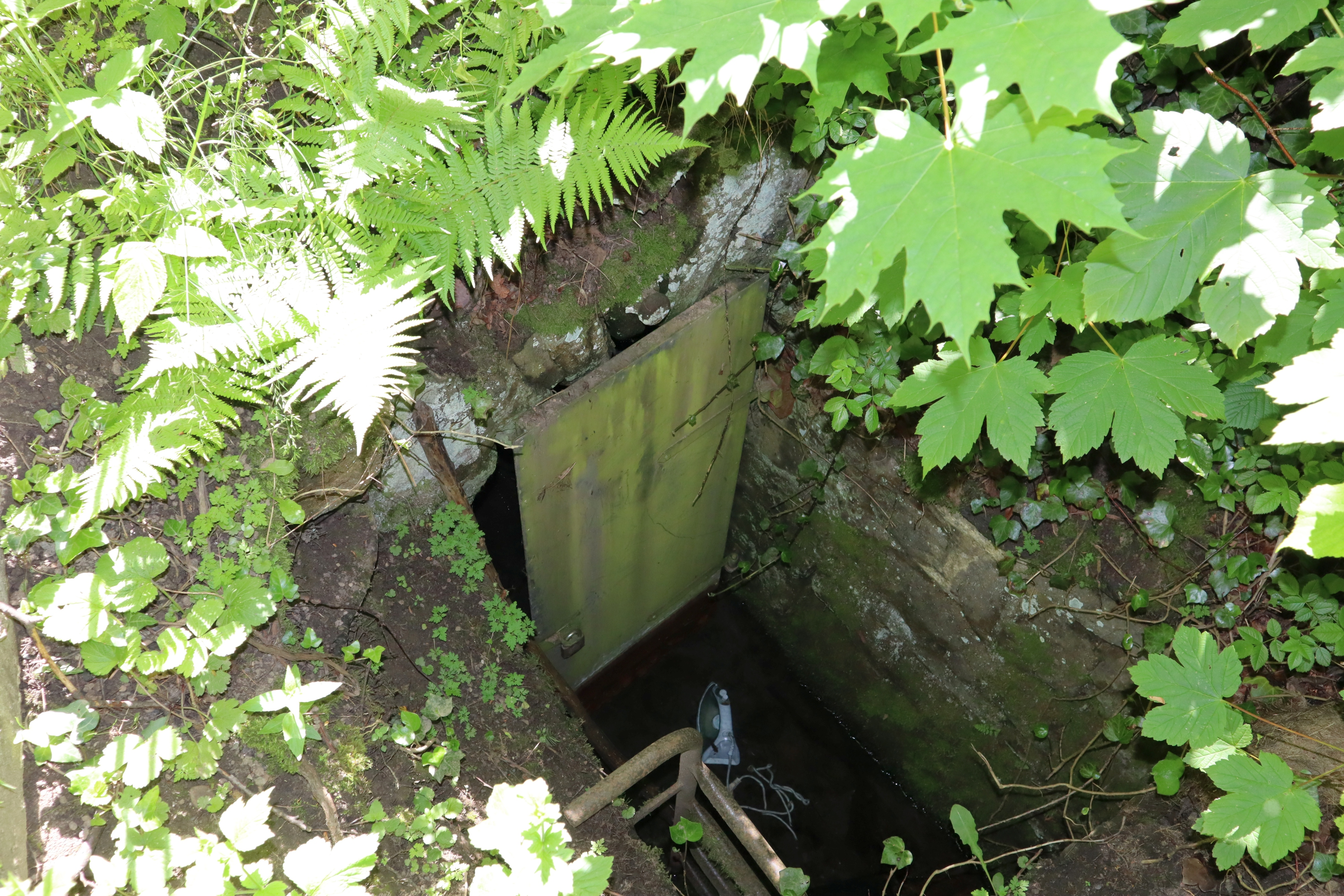
Mundloch des Meißner Stollns (heutiger tiefer Julius-Fortunatus-Stolln)

Deutlich erwähnt wird die Problematik der Entwässerung für den Betrieb des Bergwerkes. Herzog Heinrich der Jüngere ließ 1527 den Vortrieb des Meissnerstollens wieder aufnehmen. Nachdem der Stollen weitere 230 m vorangetrieben war, wurde er jedoch wieder eingestellt. Heinrichs Sohn Julius ließ die Arbeiten nach dem Tod seines Vaters 1568 wieder aufnehmen und schließlich wurde der Stollen nach über 100-jähriger Bauzeit am 25. September 1585 fertiggestellt. Nunmehr als „Tiefer Julius-Fortunatus-Stolln“ bezeichnet, brachte er gegen den Rathstiefsten Stolln rund 20 Lachter (rund 40 m) Teufe ein und war 1400 Lachter lang. Damit konnten nun die seit 1300 ersoffenen tiefen Baue im Rammelsberg gelöst werden.

#### Bergwerke
In der zweiten Hälfte des 18. Jahrhunderts bestanden folgende Bergwerke am Rammelsberg:
- Kommunion:
  - Nachtigallzeche (Obere und Untere). Förderung über den Serenissimorum Tag- und Treibeschacht und/oder den Kanekuhler Tag- und Treibeschacht
  - Breitling/Breid(t)ling. Förderung über den Kanekuhler Tag- und Treibeschacht
  - Kanekul/Kanekuhle. Förderung über den Kanekuhler Tag- und Treibeschacht
  - Vegtsche/Voigtsche/Vogtsche Zeche. Förderung über den Vogtscher Treibeschacht
  - (Wasser-)Kunststrecke
  - Bleizeche. Förderung über den Kanekuhler Treibeschacht
  - Serenissimorum Tiefste. Förderung über den Serenissimorum Tag- und Treibeschacht
- städtisch:
  - Rathstiefste. Förderung über den Rathstiefsten Tag- und Treibeschacht
  - Innige/Inning/Inny. Förderung über den Inni(g)er Tag- und Treibeschacht
  - Lüdersill/Lüdersüll. Förderung über den Lüdersüller Tag- und Treibeschacht
  - Essigenstollen.

Als Erzvorkommen aus jener Zeit sind bekannt: Blei, Kupfer, Silber und Gold.

#### Stollen
Bekannte Stollen des Bergwerkes:
- Rathstiefster Stollen (Nach der Fertigstellung des Tiefen Julius-Fortunatus-Stollens wurde der Rathstiefste Stollen in Oberer Julius-Fortunatus-Stollen umbenannt. Die Bezeichnung konnte sich aber nicht dauerhaft durchsetzen.)[20]
- Tiefer Julius-Fortunatus-Stollen[20]

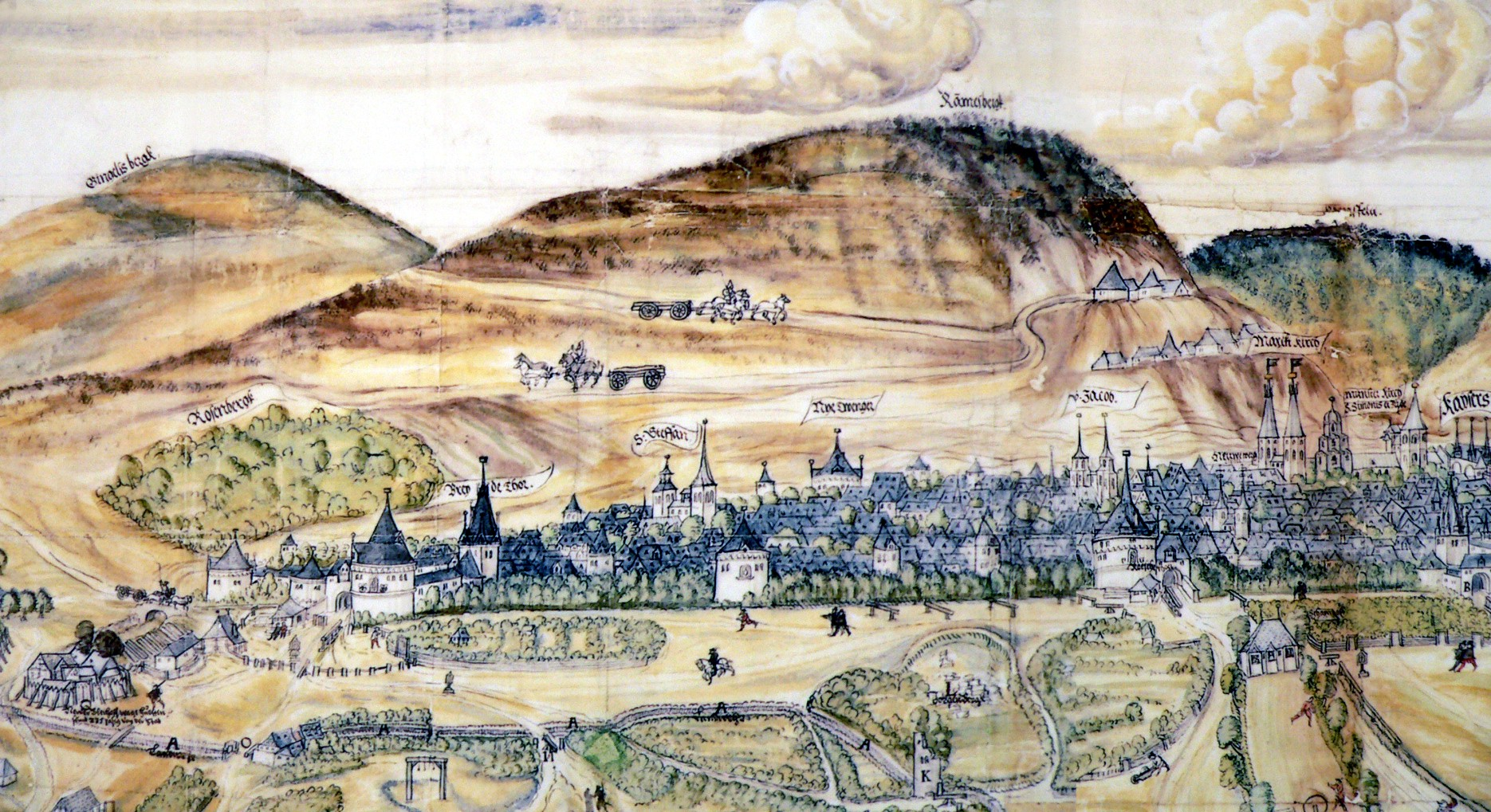
Rammelsberg und Goslar, 1574
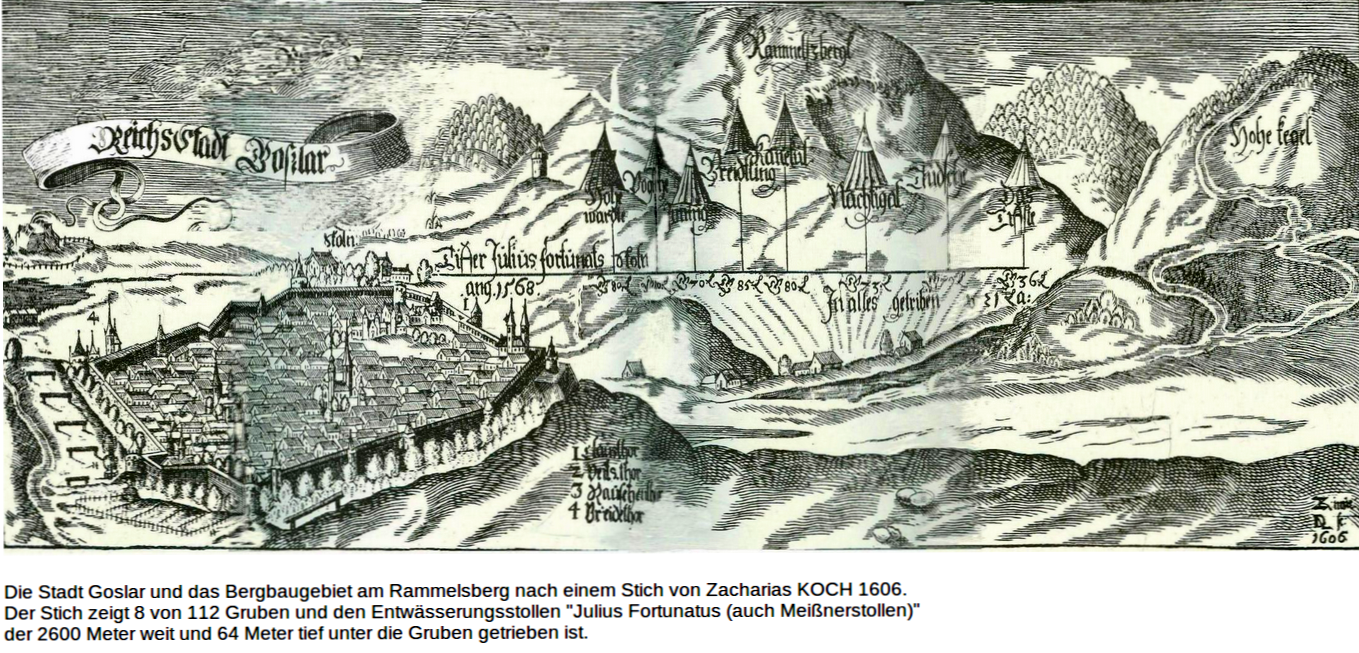
Darstellung des Tiefen Julius-Fortunatus-Stollens, 1606
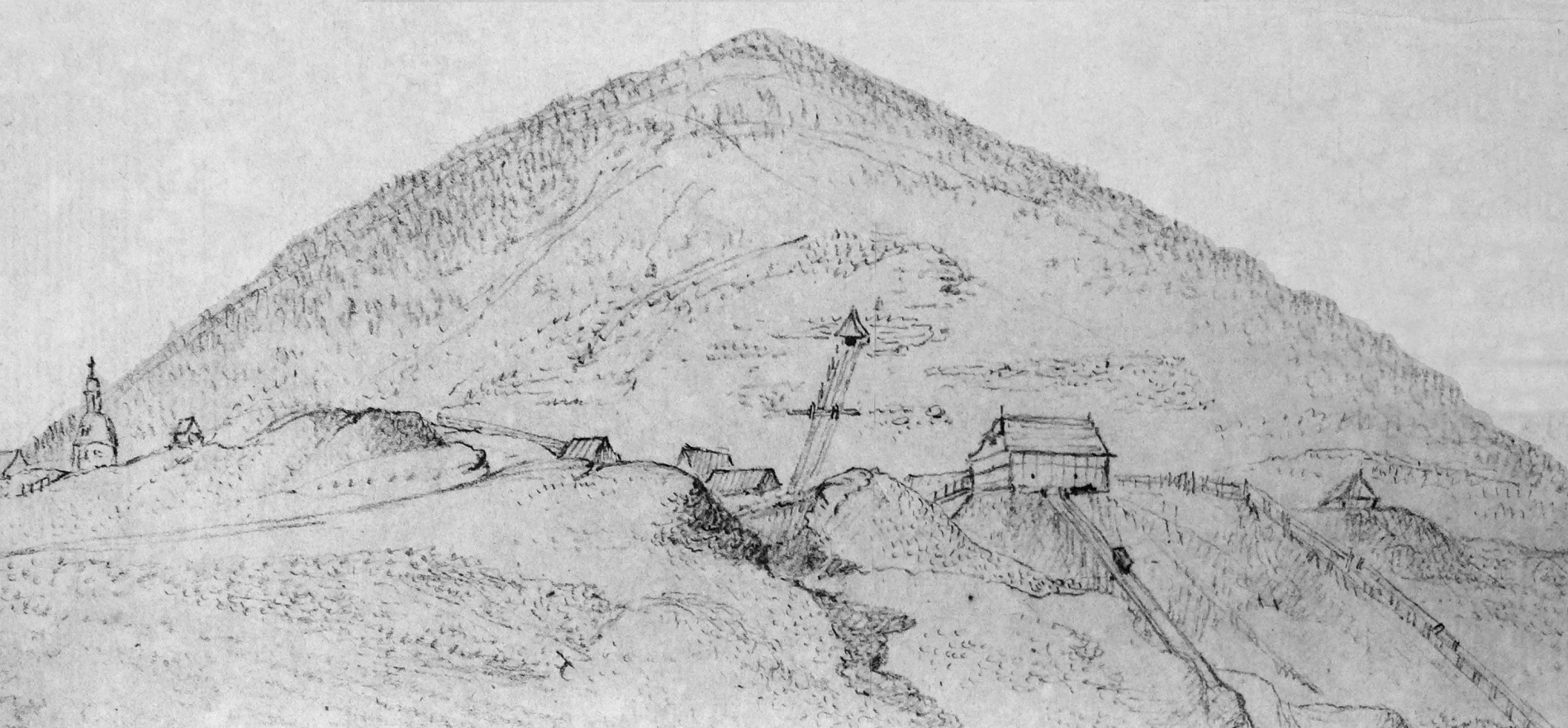
Die Bergwerksanlagen 1784. Zeichnung von Georg Melchior Kraus für Johann Wolfgang von Goethe
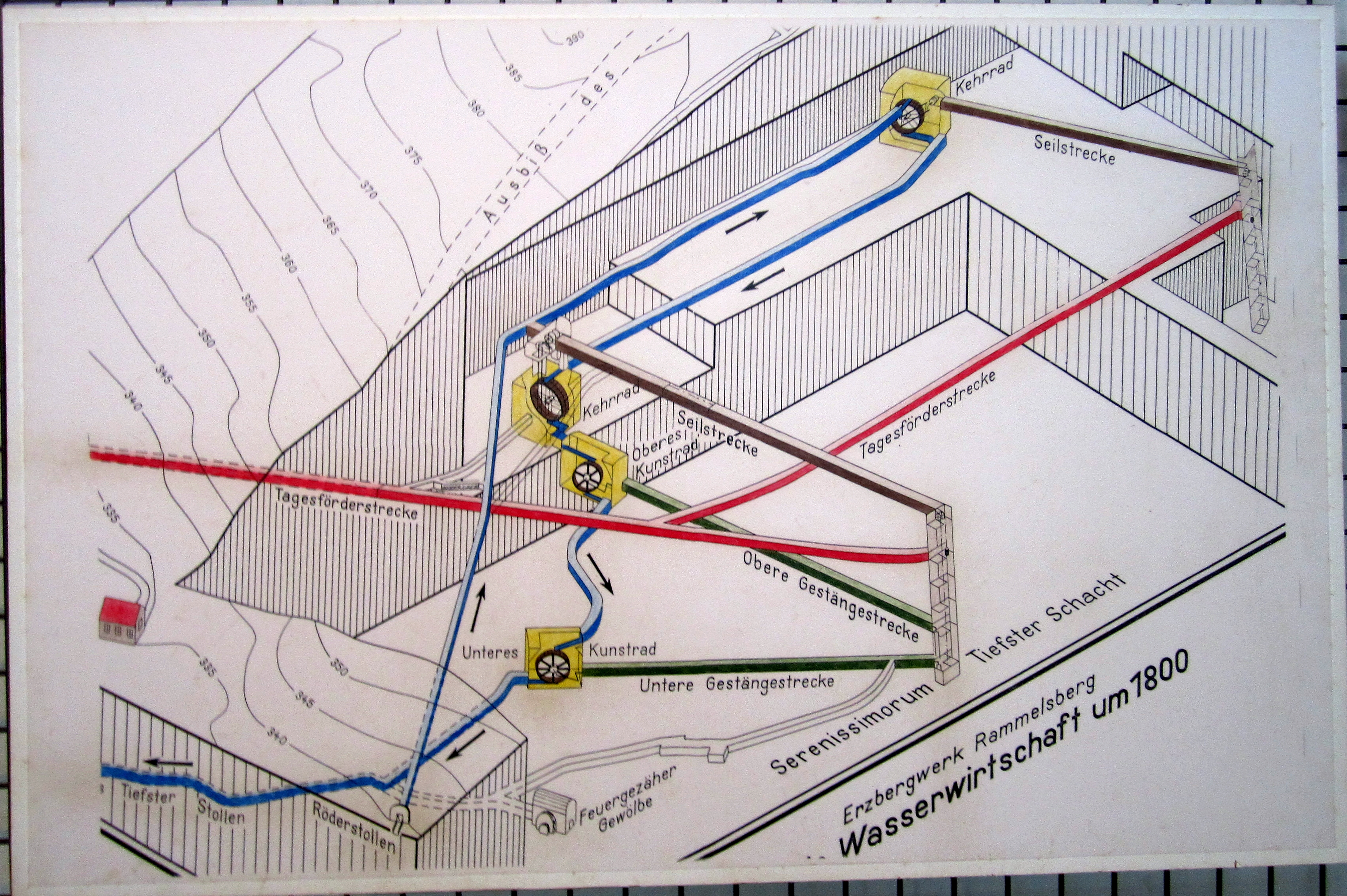
Wasserwirtschaft von 1797 bis 1810, Johann Christoph Röder im Schnittbild des Rammelsberg
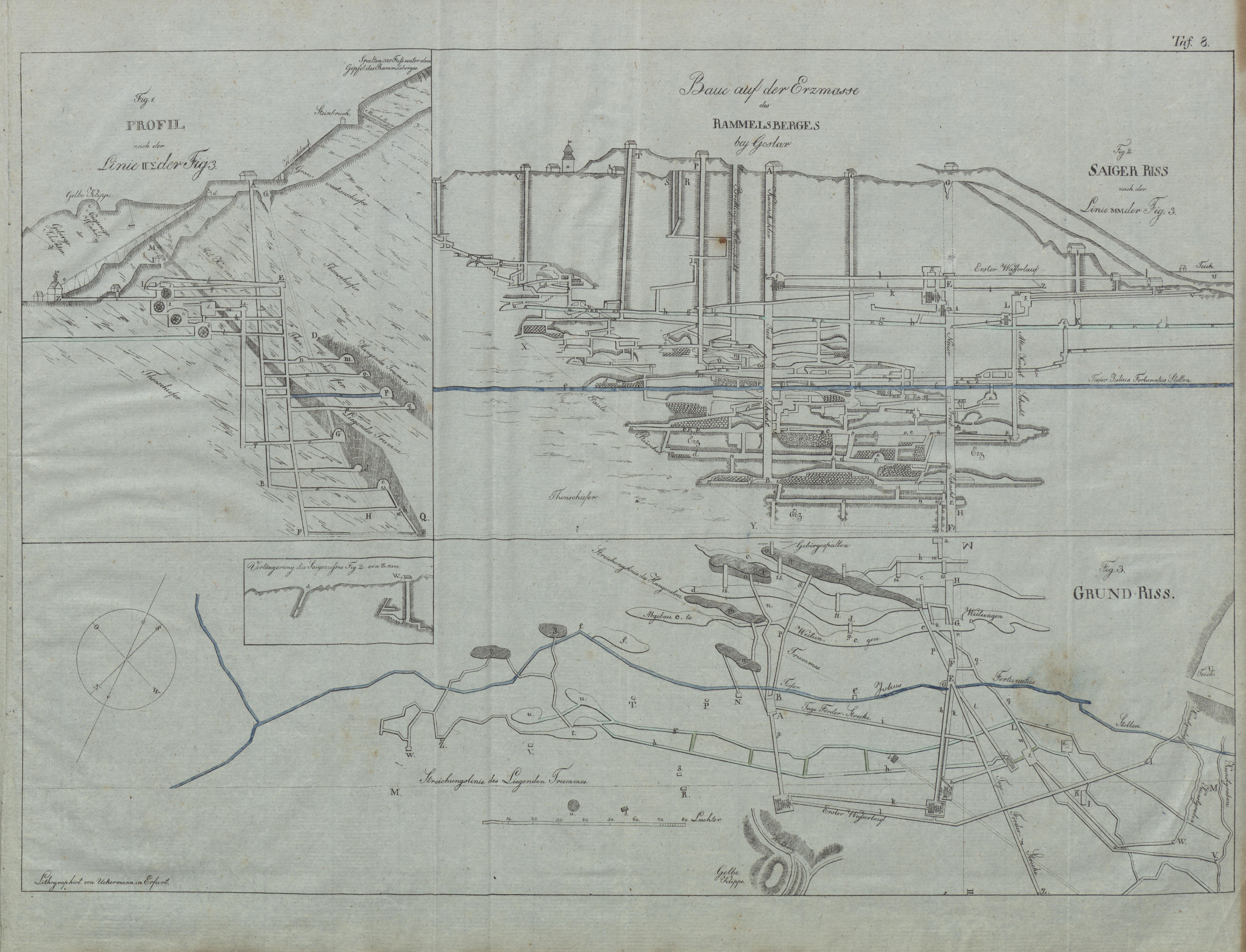
Schnittbild des Rammelsberges um 1822

### Industrialisierung
In der Zeit von 1797 bis 1805 wurde das Bergwerk durch Johann Christoph Röder modernisiert. Er führte den Abbau mit Versatz ein und modernisierte die Förderung. Als Aufschlagrösche ließ er den später so genannten Roederstollen anlegen.
Ab 1906 wurde ein Kraftwerk betrieben und die Elektrifizierung des Bergwerks begonnen. In den 1920er Jahren wurde das Bergwerk Eigentum der Preussag und Braunschweig-GmbH.

#### Rammelsbergprojekt

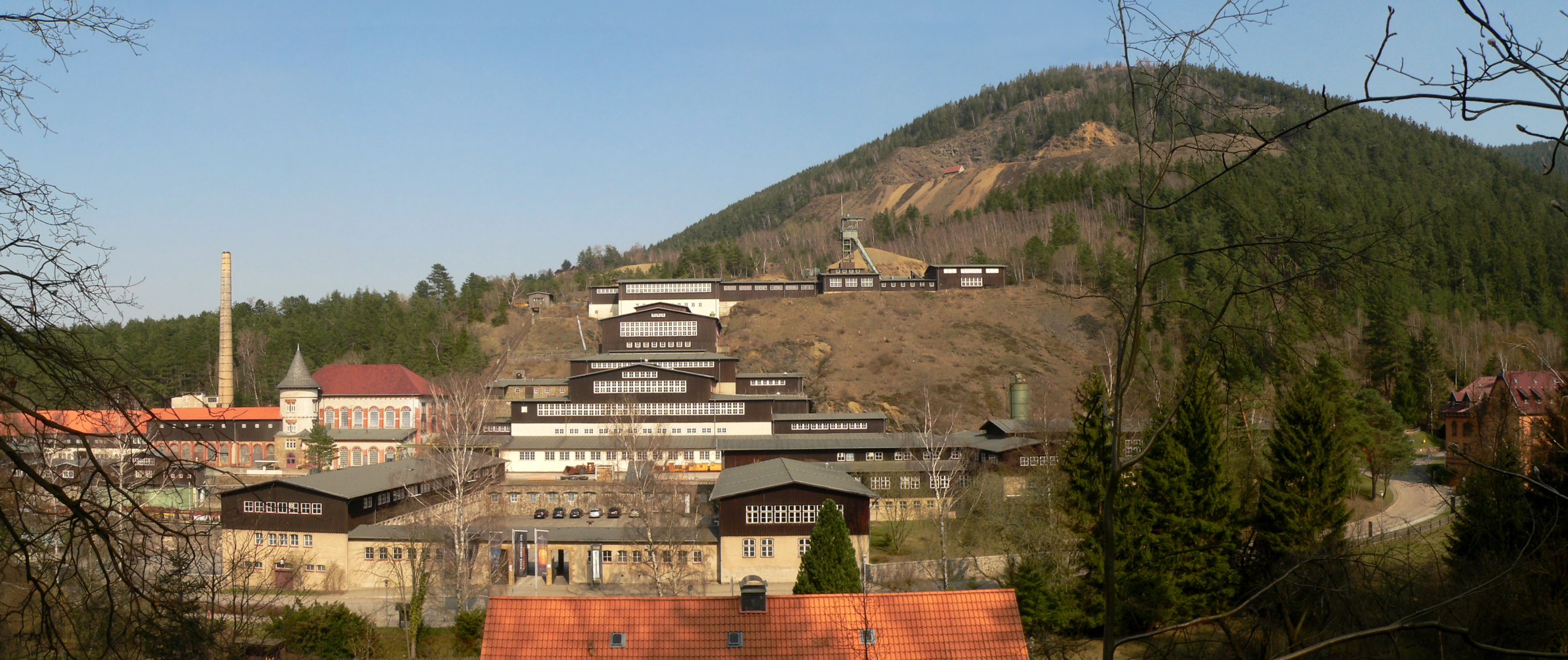
Der Rammelsberg mit den Tagesanlagen des Erzbergwerkes Rammelsberg

In den Jahren 1932 bis 1945 wurden die Tagesanlagen modernisiert und zum großen Teil neu errichtet. Da die Nationalsozialisten den Rammelsberg mit seinen Buntmetallerzen als kriegswichtig ansahen und die schwierige Aufbereitung der Erze durch Flotation technisch gelöst war, wurde das Bergwerk im Rahmen des Vierjahresplanes stark ausgebaut. So entstanden im Zuge des Rammelsbergprojekts bis 1936/1937 die heutigen Tagesanlagen mit der Hangaufbereitung und dem Rammelsbergschacht. Architekten waren Fritz Schupp und Martin Kremmer, von denen auch andere bedeutende Industriebauten entworfen wurden (u. a. die Zeche Zollverein im Ruhrgebiet; heute ebenfalls UNESCO-Weltkulturerbe). Der weitere Betrieb und Ausbau geschah während des Zweiten Weltkriegs auch durch Zwangsarbeit. Die NS-Zwangsarbeit im Erzbergwerk Rammelsberg wurde in den 1990er Jahren durch eine Studie und von 2021 bis 2023 durch ein Forschungsprojekt untersucht.

#### 1945 bis zur Schließung
Die Preussag AG Metall betrieb das Bergwerk bis zur Schließung im Jahr 1988. Bis zur Stilllegung sollen rund 27 Millionen Tonnen Erz abgebaut worden sein.

#### Armerzaufbereitung am Bollrich ab den 1950er Jahren

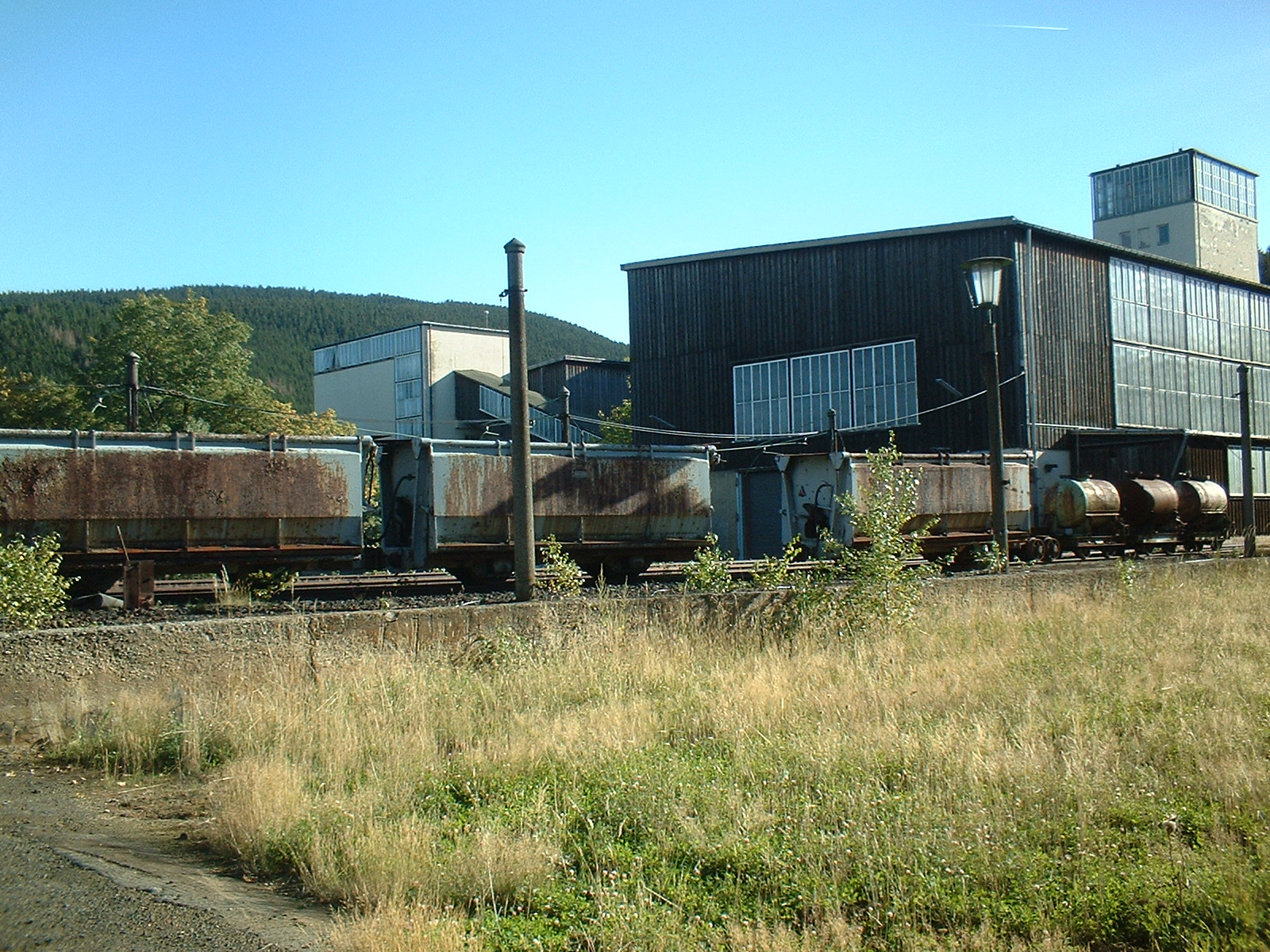
Aufbereitungsanlage am Bollrich

Bedingt durch das Wirtschaftswunder und die 1950 stark gestiegenen Blei- und Zinkpreise unternahm man im selben Jahr Untersuchungen in den Banderzvorkommen. Nach erfolgreichen Versuchen, diese Armerze (verwertbarer Metallgehalt ca. 25 %) aufzubereiten, wurde 1953 die Banderzaufbereitung am Bollrich oberhalb von Oker in Betrieb genommen. Für die Planung der Anlage war – wie auch bei den bis heute erhaltenen Tagesanlagen am Rammelsberg – der Zechenarchitekt Fritz Schupp verantwortlich.
Die Anbindung der Anlage an das Erzbergwerk Rammelsberg erfolgte über die Grubenbahn durch den Gelenbeeker Stollen, dagegen erfolgte die Abfuhr der Konzentrate zur Bleihütte nach Oker und zur Zinkhütte Harlingerode über eine normalspurige Bahnstrecke.

### Untersuchungen zur erneuten Nutzung

#### Prospektion 2009–2011 im Gosetal
Im Februar 2009 veröffentlichte die Scandinavian Highlands Holding A/S die Ergebnisse geophysikalischer Untersuchungen ihrer Tochterfirma Harz Minerals GmbH. Zwei Kilometer westlich der Rammelsberg-Lagerstätte wurde eine geophysikalische Anomalie festgestellt, die als mögliche bisher unbekannte Lagerstätte in der Größe der Rammelsberg-Lagerstätten gedeutet wurde. Im Herbst 2009 wurden im Bereich des Hessenkopfes und des Gosetales mehrere Explorationsbohrungen bis in 500 und 600 Meter Teufe abgeteuft, um die Anomalie genauer zu untersuchen. Ende Januar 2010 gab das Unternehmen bekannt, dass demnächst bis auf eine Teufe von etwa 800 Metern weiter gebohrt werden solle. Die Arbeiten wurden im November 2010 in Angriff genommen und mit der Fertigstellung von zwei etwa 700 m tiefen Bohrungen im Januar 2011 abgeschlossen. Es wurden keine Vererzungen gefunden.

#### Prospektion 2015–2018
2015 wurden Pläne bekannt, Metalle aus den Absetzbecken am Bollrich zu gewinnen. In den Schlammteichen werden bis zu 1,5 Tonnen Gold, 100 Tonnen Indium, 180 Tonnen Gallium, 1000 Tonnen Kobalt und andere wirtschaftsstrategische Metalle vermutet. Es wurden zunächst Untersuchungen und Probebohrungen durchgeführt. Im Januar 2018 wurden Zwischenergebnisse der „Forschung zur Bereitstellung wirtschaftsstrategischer Rohstoffe“ veröffentlicht. Demnach wurden im Rahmen des Projektes „REWITA“ (Recycling bergbaulicher Aufbereitungsrückstände zur Gewinnung wirtschaftsstrategischer Metalle am Beispiel der Tailings am Bollrich in Goslar) Verfahren zur Rückgewinnung von Rohstoffen entwickelt.

## Umweltschäden und Altlasten

### Schwermetalleinträge in Boden und Gewässer
Der Bergbau am Rammelsberg hat nachhaltige und überregionale Umweltschäden zur Folge, die auf dem über Jahrhunderte währenden Schwermetalleintrag in Boden und Gewässer beruhen. Bereits bei der mittelalterlichen Zerkleinerung der Erze durch Pochwerke, später durch Nasspochwerke und durch die Erzwäsche mit Flusswasser wurden erhebliche Mengen an Schwermetallen in den Boden und in die Zuflüsse der Oker geschwemmt. Durch die im Mittelalter übliche Wanderverhüttung wurden große Frachten an Arsen und anderen belastenden Stoffen mit dem so genannten Hüttenrauch in die Umgebung des jeweiligen Hüttenstandorts emittiert. Der belastete Abraum aus der Erzaufbereitung sorgte und sorgt noch heute für eine Kontaminierung des Bodens und des Grundwassers durch Auswaschungen bei Regenereignissen. Zu der Bodenbelastung kam noch die direkte Verwendung von Blei als Baumaterial z. B. für Bleidächer. Insgesamt führten die Einträge zu einer erheblichen Anreicherung von Schwermetallen in der Oker, vor allem in ihren Sedimenten und Überschwemmungsgebieten. Bereits für das Mittelalter ist die Degeneration von Landschaftsteilen überliefert.

### Zustand der regionalen Belastung
Die gegenwärtige Überwachung der Bodenqualität und der Altlasten erfolgt durch das niedersächsische Landesamt für Bergbau, Energie und Geologie (LBEG), deren Daten online über das NUMIS-Portal verfügbar sind. Das Gebiet rund um den Rammelsberg, die Goslarer Altstadt und weiter entlang dem Okerverlauf ist in den Karten rot verzeichnet, was einem Bleigehalt von über 1000 mg/kg (= 1g/kg) und einem Cadmiumgehalt von über 10 mg/kg entspricht. Erfasst werden in der Darstellung Gebiete erst ab 70 mg/kg Bleigehalt. Die angrenzenden gelb angelegten Bereiche weisen Arsengehalte von über 50 mg/kg und Bleigehalte über 400 mg/kg auf. Ähnliche Belastungswerte sind für die anderen Montan-Standorte in Langelsheim und im Oberharz verzeichnet. Mögliche gesundheitliche Auswirkungen der Bleikonzentration könnten erhöhte Bleiwerte im Blut von Grundschülern sein. In den Überschwemmungsgebieten von Oker und auch der Innerste gedeihen Grasnelkenfluren, die sich an den Schwermetallgehalt angepasst haben.

### Überregionale Belastung
Durch die Oker und ihre Nebenflüsse Abzucht, Gelmke und Röseckenbach wurden und werden noch gelöste Stoffe und belastete Sedimente bis zur Aller und weiter bis in die Nordsee transportiert. Belastete Sedimente als Folge des Harzer Bergbaus lassen sich vor Helgoland bis ins 8. Jahrhundert zurückverfolgen. Für die Oker wird immer noch eine sehr hohe Schwermetallfracht und eine entsprechend schlechte Wasserqualität nachgewiesen. Die Sedimente von Oker und Aller sind in einem so hohen Maße mit Arsen und anderen Schwermetallen belastet, dass die Böden der Überschwemmungsbereiche nicht zum Fruchtanbau zugelassen sind. In Braunschweig besteht ein grundsätzliches Badeverbot in der Oker und in den verbundenen Seen sowie eine Kontaktwarnung für Kleinkinder mit den Schlämmen der Oker. Es ist nicht abzusehen, dass diese Belastungen für Umwelt und Mensch geringer werden, da eine Sanierung der ausgedehnten Flächen nicht absehbar ist.

### Altlasten
Neben der flächenmäßig erfassten Belastung durch Schwermetalle existieren punktuelle Altlasten wie die Abraumhalden bei der Bleihütte Oker, der Zinkoxydhütte Oker und der Zinkhütte Harlingerode. Diese haben Grundwasserkontakt oder emittieren bei Niederschlägen durch Auswaschungen in die Oberflächengewässer. Auf dem Betriebsgelände des Bergwerks sind neben dem Gelände selbst die Altablagerung im kalten Tal und weitere Punkte in der Nähe verzeichnet. Mit Einrichtung der Armerzaufbereitung in 1950er Jahren wurde im Einzugsbereich der Gelmke das mit Schwermetallen hochbelastete Absetzbecken Am Bollrich mit einem Volumen von 8 Mio. m³ gebaut. Offenbar ist dies auf geologisch nicht stabilem Gebiet errichtet worden, so dass auch hier eine latente Umweltgefährdung vorliegt. Der Landkreis Goslar hat bereits seit den 1980er Jahren ein „Haldenkonzept“ für sämtliche Altlasten erstellt, um langfristig weitere Schadstoffeinträge zu minimieren.

## Besucher- und Schaubergwerk
Das Museum und Besucherbergwerk Rammelsberg sind Ankerpunkt der Europäischen Route der Industriekultur (ERIH).
Besondere Sehenswürdigkeiten des historischen Bergbaus sind unter anderem:
- der Röderstollen[36] (mit mehreren Kehr- und Kunsträdern, die der Entwässerung der Grube und der Erzförderung dienten;[58] ein Nachbau befindet sich im Deutschen Museum München),
- das Feuergezäher Gewölbe (vermutlich ältester ausgemauerter Grubenraum Mitteleuropas),
- der Rathstiefste Stollen (Entwässerungsstollen aus dem Mittelalter; mit farbigen Vitriolkrusten ausgekleidet),
- das Anfahrhäuschen (18. Jahrhundert),
- der Maltermeisterturm (ältestes erhaltenes Industriebauwerk Deutschlands),
- alte Halden (älteste aus dem 11. und 12. Jahrhundert).

## UNESCO-Weltkulturerbe
Nach weit über 1000 Jahren, in denen rund 27 Millionen Tonnen Erz gefördert wurden, wurde die Förderung am 30. Juni 1988 wegen weitgehender Erschöpfung der Lagerstätte eingestellt. Ein Bürgerverein setzte sich vehement gegen den geplanten Abriss der Tagesanlagen und die Verfüllung der historischen Grubenräume ein, so dass aus dem stillgelegten Bergwerk ein einzigartiges Museum wurde. Dem damaligen Bezirkskonservator Reinhard Roseneck gelang es, einen Antrag bei der UNESCO einzubringen, das Bergwerk zusammen mit der Goslarer Altstadt als UNESCO-Weltkulturerbe anzuerkennen. Dieser Antrag wurde 1992 vom Welterbekomitee akzeptiert. Im Jahre 2010 wurde die Welterbestätte um das Oberharzer Wasserregal, das Kloster Walkenried und die Grube Samson in St. Andreasberg erweitert. Das Bergwerk Rammelsberg wurde 2006 in die Liste der 77 ausgezeichneten Nationalen Geotope aufgenommen.

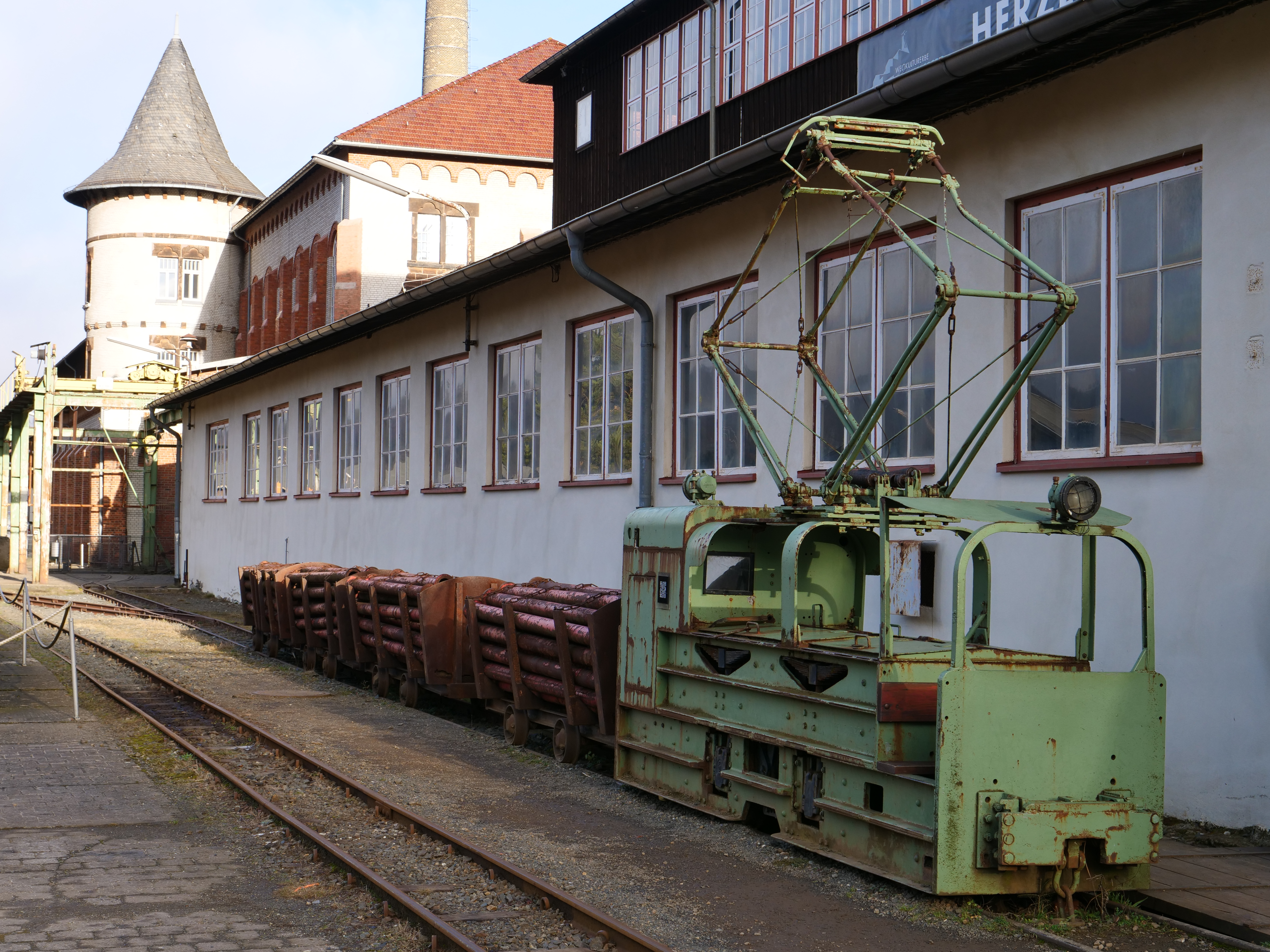
Schienentransportgerät vor Ausstellungsgebäuden
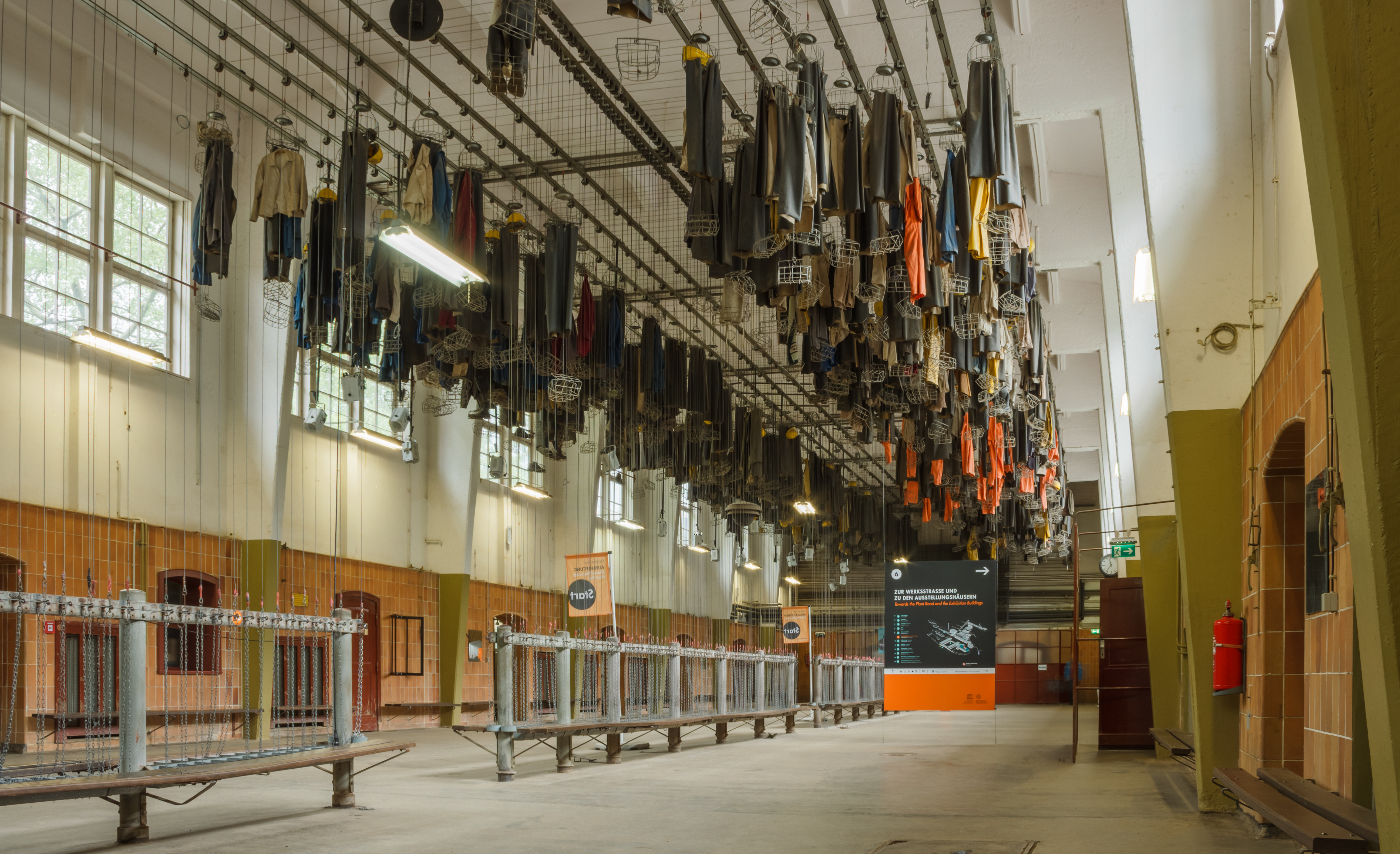
Blick in die Waschkaue des Besucherbergwerkes
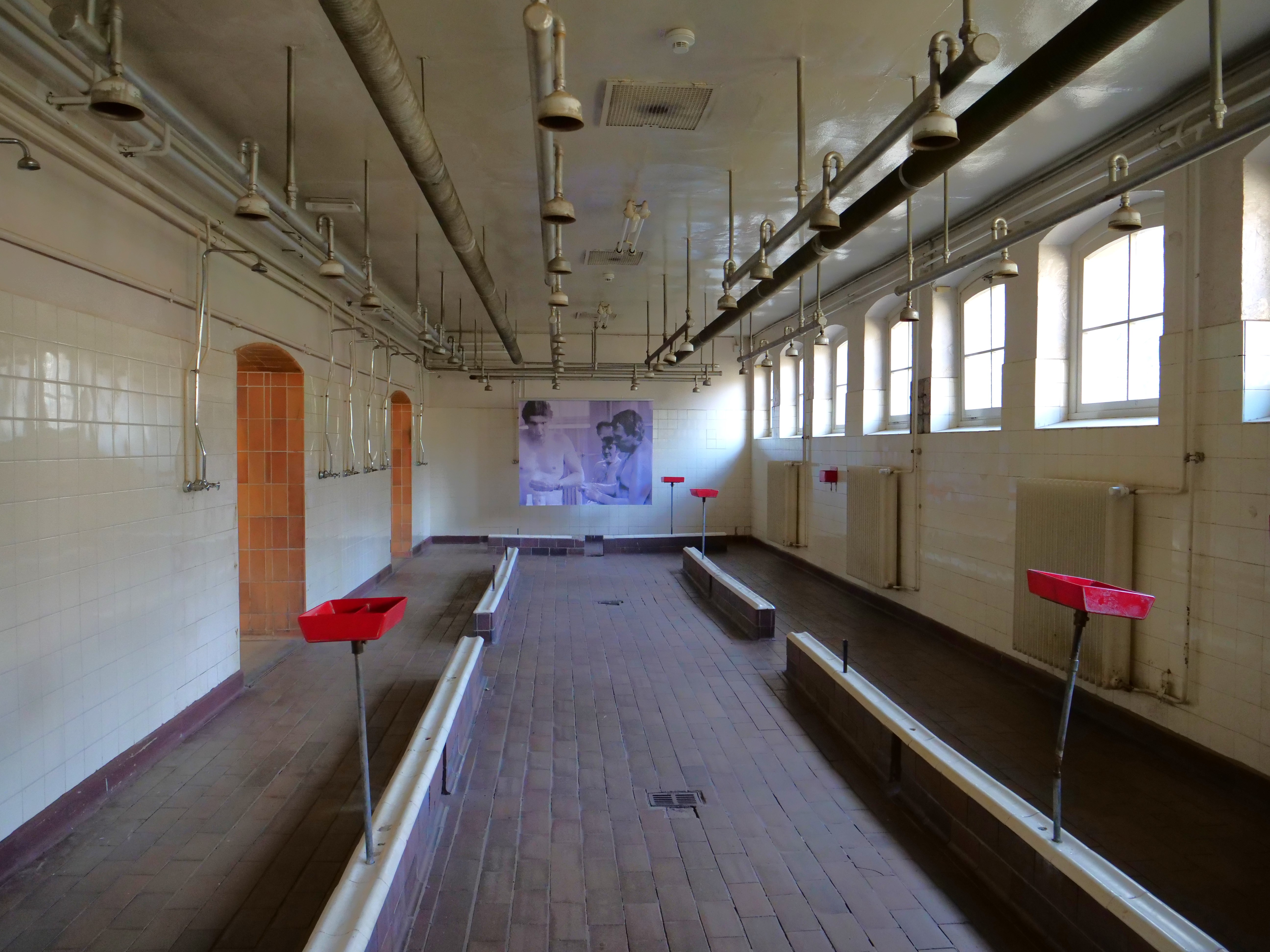
Duschraum der Bergleute
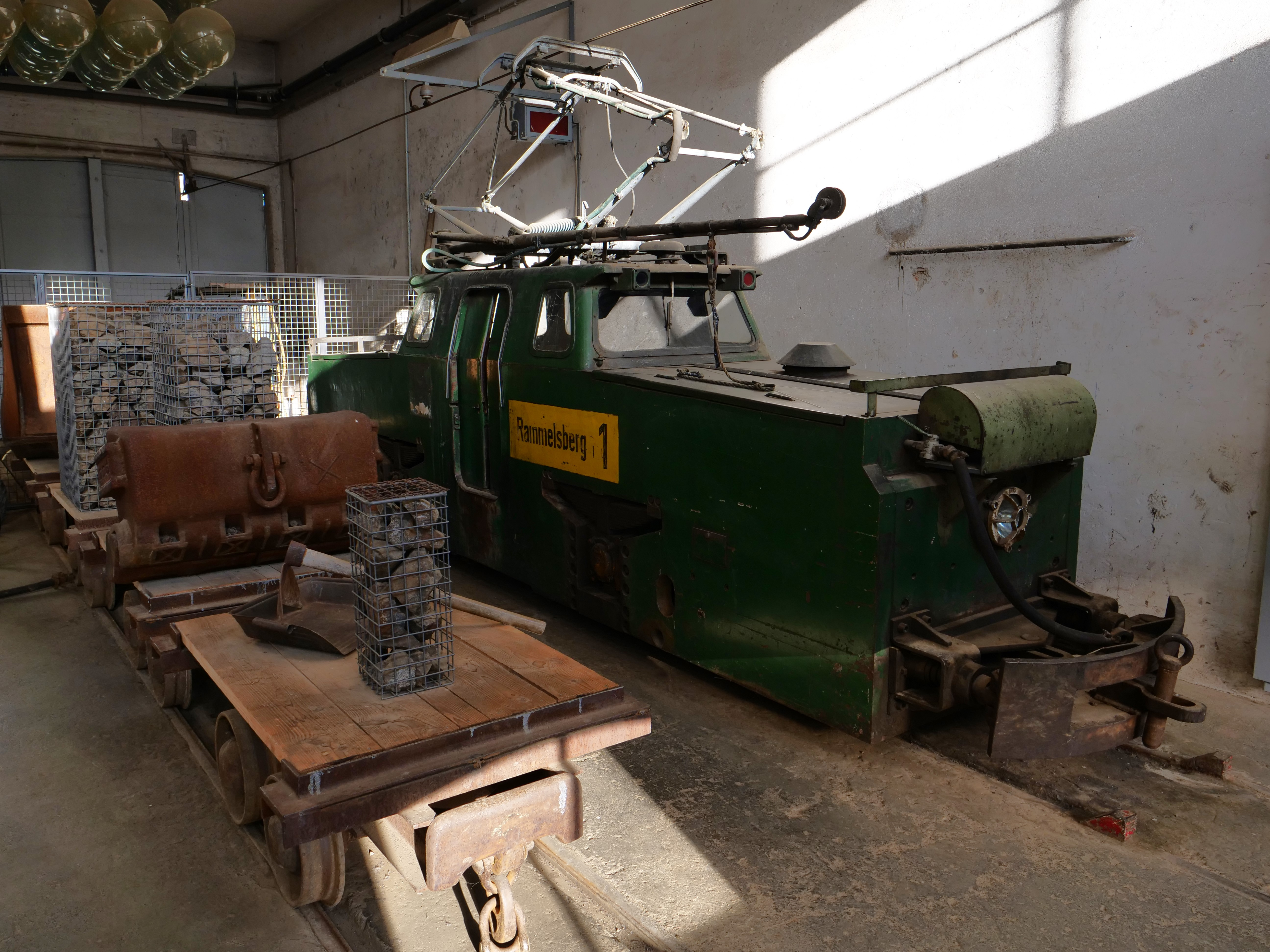
Grubentransportmittel
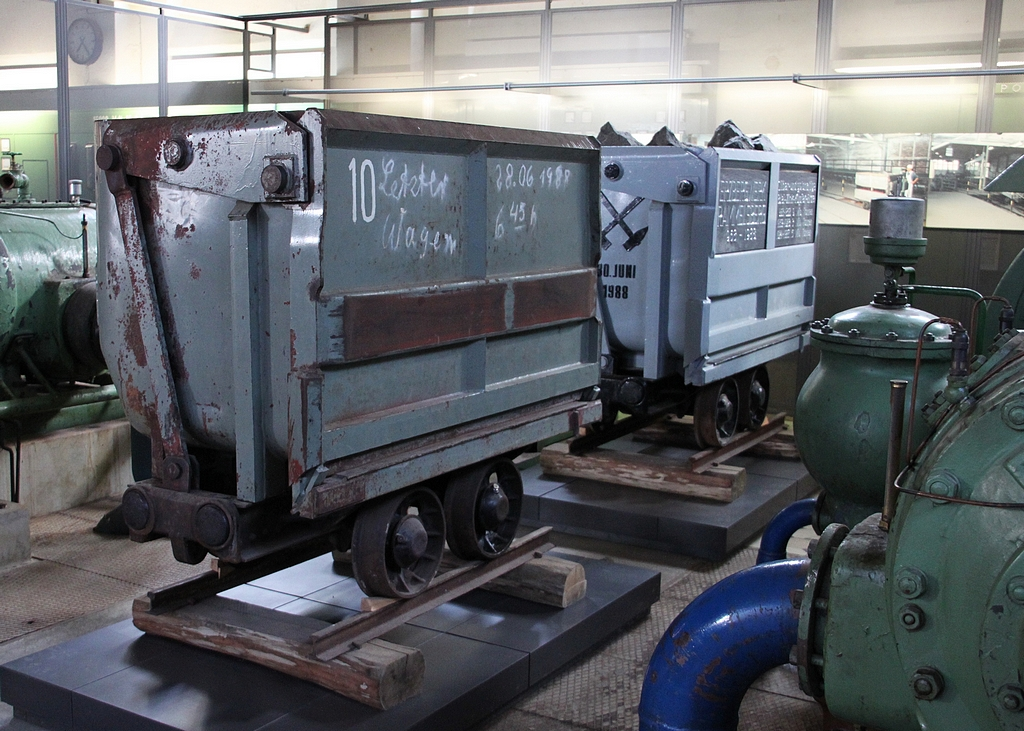
Einer der letzten geförderten Granbywagen
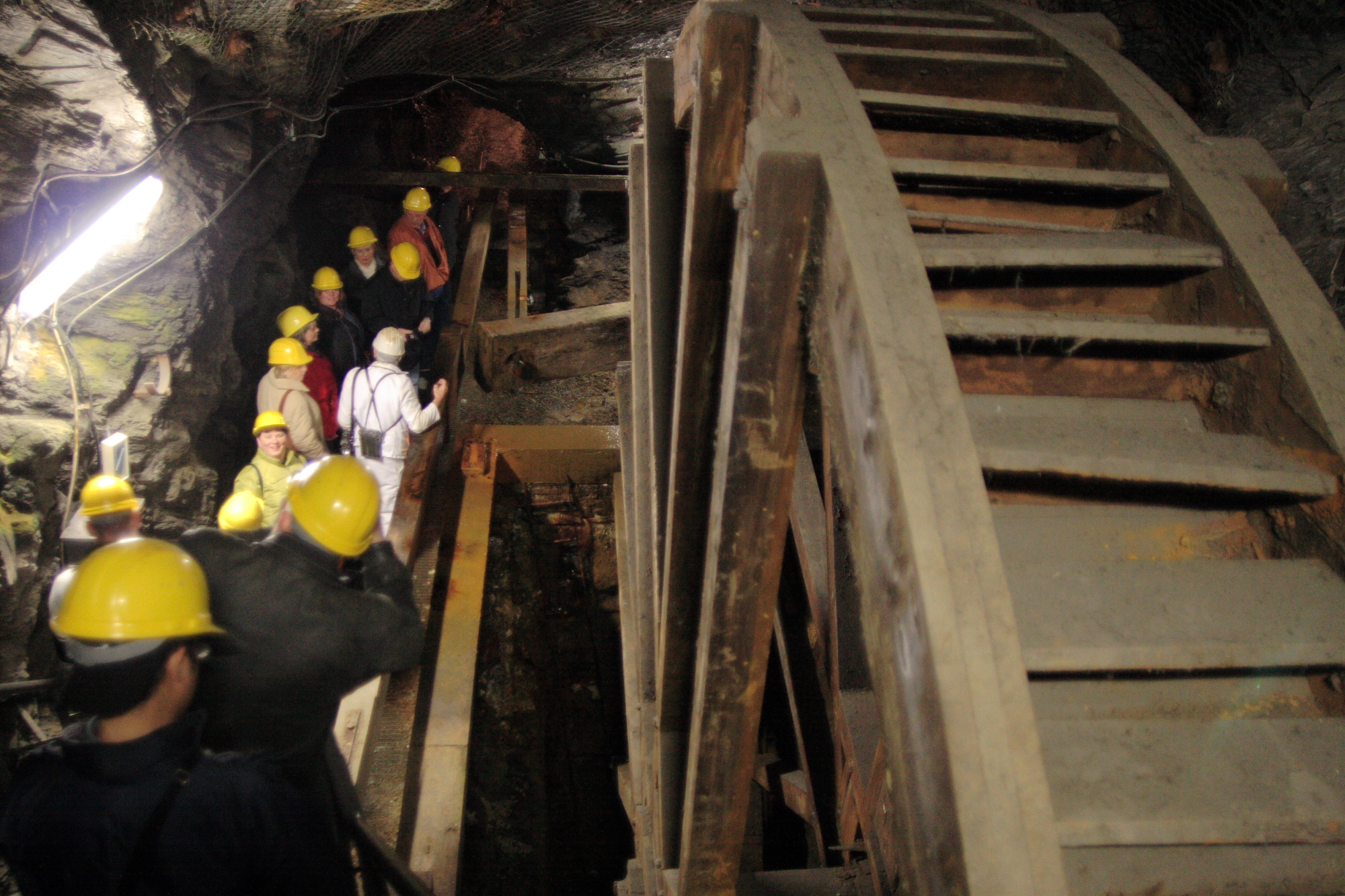
Kunstrad im Schaubergwerk
- Kanekuhler Kehrrad
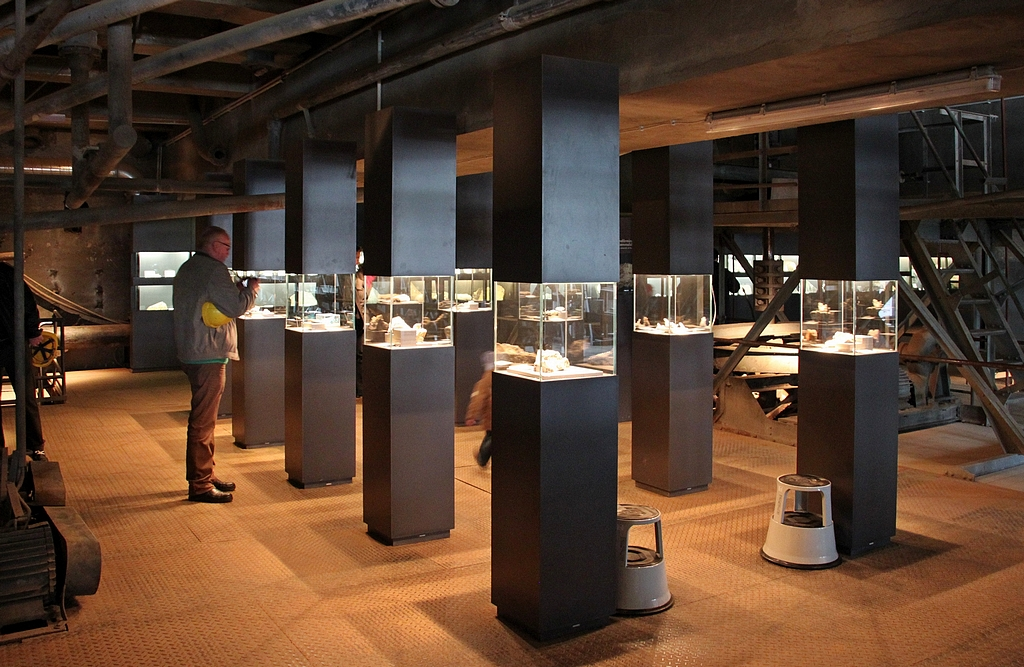
Mineralienausstellung in der ehemaligen Erzaufbereitung

## Verschiedenes
- Briefmarken: Das 1000-Jahr-Jubiläum des Harzer Bergbaus wurde auf einer Sonderbriefmarke zu 0,20 DM vom 12. Januar 1968 gewürdigt. Anlässlich des 25. Bestehens der Ernennung von Bergwerk Rammelsberg, Altstadt von Goslar und Oberharzer Wasserwirtschaft zum Weltkulturerbe der Menschheit erschien am 13. April 2017 eine Marke im Wert von 1,45 €.[60]
- Eine Museumsregistrierung des Bergbaumuseums scheiterte 2010 im ersten Anlauf.[61]
- Seit 2015 finden auf dem Bergwerksgelände unregelmäßig Konzertveranstaltungen unter dem Titel Miner’s Rock statt.[62]

### ForschungsprojektAltbergbau 3 D
Zwischen 2018 und 2021 gab es mit dem Fokus auf das Bergwerk Rammelsberg ein Forschungsprojekt unter dem Titel „Altbergbau 3D - Ein interdisziplinäres Projekt zur Erforschung des montanhistorischen Erbes im Harz“. Es wurde von der Arbeitsstelle Montanarchäologie des Niedersächsischen Landesamtes für Denkmalpflege, dem Institute of Geo-Engineering der Technischen Universität Clausthal und dem Weltkulturerbe Rammelsberg mit Förderung durch das Bundesministerium für Bildung und Forschung durchgeführt. Dabei wurde ein Teil der Grubenbaue des Rammelsbergs neu vermessen. Schächte und Gänge wurden mittels Photogrammetrie und der Structure-from-Motion-Methode zu dreidimensionalen virtuellen Modellen verarbeitet. Ebenso wurden historische Bergbaumodelle virtuell erfahrbar gemacht. Des Weiteren wurden bekannte historische Dokumente neu ausgewertet und weitere Dokumente in den Archiven entdeckt.

### Bekannte Münzen mit Bezug zum Bergwerk Rammelsberg
Die Schmalkaldischen Bundestaler wurden aus dem Silber der braunschweigischen Silbergruben am Rammelsberg geprägt. Die Altstadt von Goslar und das Bergwerk Rammelsberg bildeten 2008 das Motiv der jährlich ausgegebenen 100-Euro-Goldmünzen aus der Reihe UNESCO-Welterbe. Bekannt ist auch der Mariengroschen aus Goslar. Die Bauerngroschen aus Goslar wurden seit 1477 bis mindestens 1490 geprägt und waren bis ins 16. Jahrhundert im Umlauf.

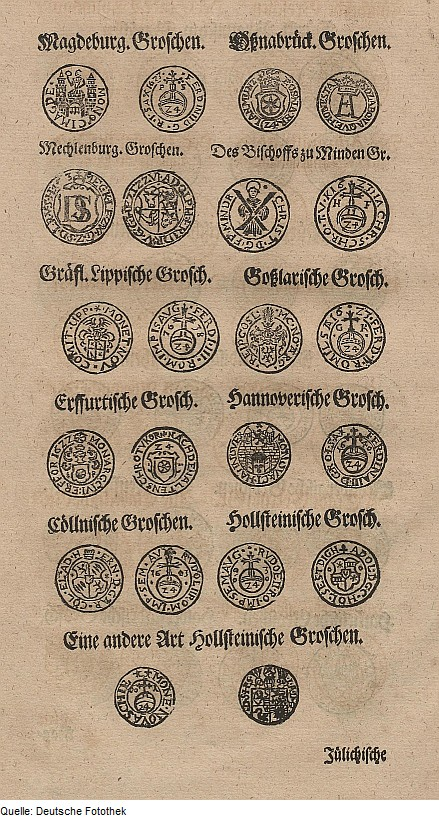
Abbildungen mit Goslarer Groschen
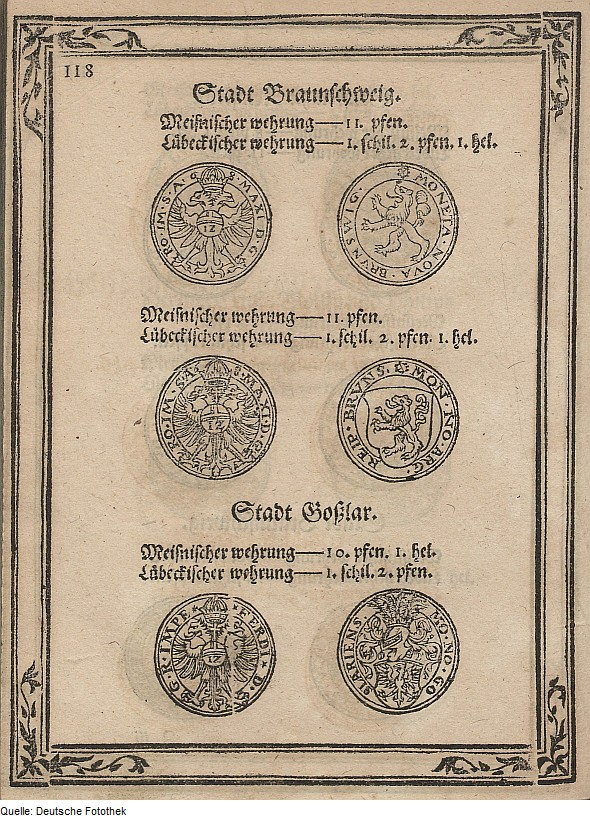
Abbildungen mit Goslarer Groschen
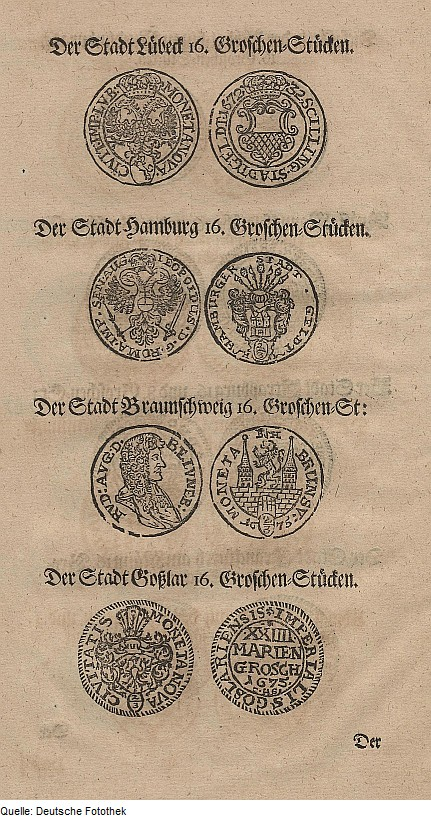
Abbildungen mit Goslarer Mariengroschen
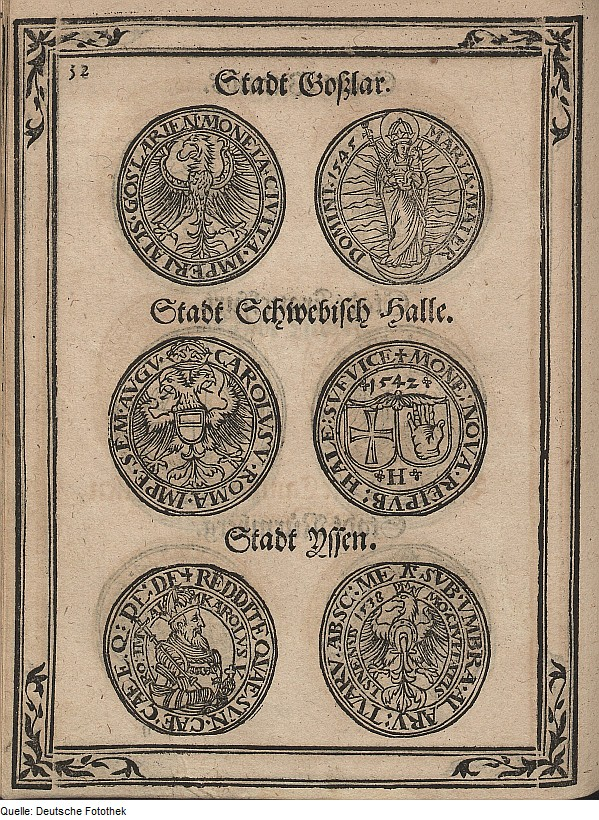
Abbildungen mit Goslarer Taler
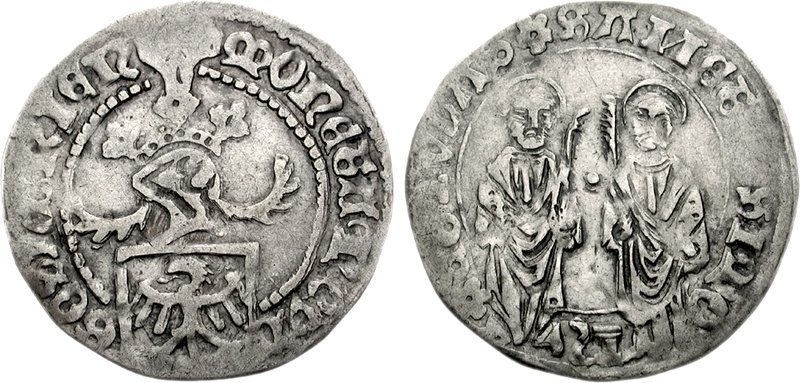
Goslarer Bauerngroschen von etwa 1477/1481

## Verkehrsanbindung
StraßenverkehrDie Rammelsberger Straße in Goslar geht in die Straße Bergtal über, die zum Bergbaumuseum führt. Dort gibt es Parkplätze für PKW und Busse.
Stadtbuslinievom Bahnhof Goslar zur Haltestelle Bergbaumuseum.

## Filmdokumentationen
- Schätze der Welt – Erbe der Menschheit: Der Rammelsberg und Goslar – Ein Berg aus Erz und seine Stadt. Dokumentarfilm, Deutschland 2000 (15 Minuten)